# Civilisation minoenne
La civilisation minoenne est une civilisation antique qui s'est développée sur les îles de Crète, de Santorin et plusieurs îles de la mer Égée de 2700 à 1200 av. J.-C.
Tirant sa dénomination moderne du nom du roi légendaire Minos, elle a été révélée par l'archéologue anglais Arthur John Evans au début du XXe siècle. On ignore par quel nom elle se désignait elle-même, mais les Égyptiens de l'Antiquité la dénommaient Kaphti et certaines théories, s'appuyant sur des écrits de la cité de Mari, tendent à appeler l'île de Crète Kaptara.

## Géographie et environnement

Carte des principaux sites minoens.

Équidistante de la Grèce continentale, des Cyclades, de Rhodes et de la Libye, l'île de Crète marque la limite sud du bassin égéen et est un carrefour entre Europe, Asie et Afrique. La Crète et son voisinage (Cyclades, Péloponnèse, Anatolie) se trouvent dans une région géologiquement dynamique et souvent soumise aux tremblements de terre, dont certains ont été la cause de graves dégâts pour les palais et cités de l'âge du bronze.
En outre, bien que le niveau de la Méditerranée soit globalement constant depuis environ six millénaires,, de nombreuses habitations ou ports de la côte orientale sont submergés de nos jours en raison de la subsidence de cette côte. Dès lors, si l'on considère que le niveau de la mer était, en Crète orientale, inférieur d'un mètre à l'époque romaine par rapport à aujourd'hui, on peut supposer que de nombreux sites minoens sont désormais sous au moins deux mètres d'eau. Les ports minoens étaient souvent situés à l'abri de promontoires, de chaque côté desquels se trouvaient les installations portuaires, utilisées en fonction de la direction du vent. Le promontoire de Mochlos fut certainement un des abris typiques, avec un port de chaque côté de l'isthme, jusqu'à ce que la montée des eaux le transformât en île.
Un autre changement dans la configuration des côtes de l'île est dû à l'élévation progressive de toute la côte occidentale. Ce phénomène, mis en évidence par Spratt dans les années 1850, aurait commencé à l'époque médiévale, peut-être au IXe siècle, juste après la conquête des Sarrasins. Entre Paleochora et l'ancienne cité de Lyssos, l'élévation est estimée à 8 mètres. Ainsi, à Phalassarna, l'ancienne cité grecque possédait un port intérieur, relié à la mer par un canal taillé dans la roche. Ce canal est désormais plusieurs mètres au-dessus du niveau de la mer.
La Crète est une île montagneuse, dominée par trois massifs culminant à 2 456 mètres. La composition géologique et l'activité sismique ont créé de très nombreuses grottes et cavités très tôt occupées par l'homme à des fins d'habitation ou de culte.
De nos jours, environ les deux tiers de la surface totale de l'île sont des zones rocheuses et arides, mais ce n'était peut-être pas le cas à l'époque minoenne. Si la déforestation a commencé très tôt en Crète, notamment en raison des constructions navales, il semble que sous les Minoens une forêt primitive de cyprès couvrait toute la région à l'ouest du Mont Ida, et l'on pouvait encore la voir, à l'état résiduel, à l'époque vénitienne, à la fin du Moyen Âge,. Parmi les plantes déjà présentes à l'époque minoenne, on peut noter le safran, l'amandier, le cognassier, les pois, les pois-chiches, le caroubier, le céleri, la carotte, le chou, l'asperge, ainsi que des plantes aromatiques (aneth, thym, sauge, menthe et origan crétois).
L'île ne possédait pas de rivière navigable. Il semble cependant qu'il y ait eu plus d'eau à l'âge du bronze que de nos jours, ces changements climatiques étant peut-être une conséquence de la déforestation.

## Histoire

### Chronologie

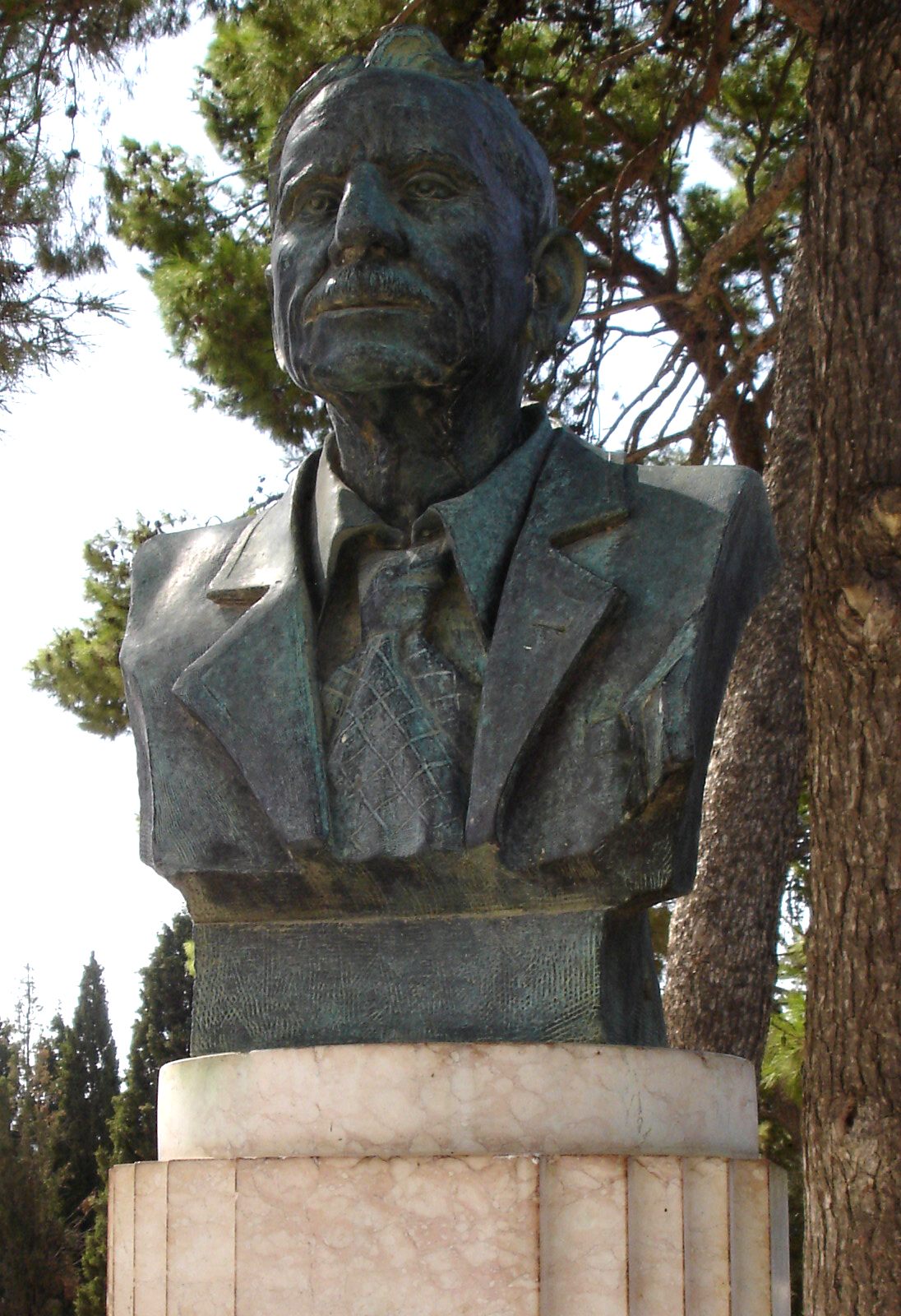
Statue d'Arthur Evans, fondateur de l'archéologie minoenne sur le site de Cnossos.

Sir Arthur Evans, fouilleur de Cnossos, et fondateur de l'archéologie minoenne, a introduit, pour l'étude de la civilisation minoenne, une chronologie tripartite. Il établit son système sur l'étude des poteries trouvées en Crète, en les comparant aux objets égyptiens découverts sur l'île et en essayant d'établir un parallèle avec la chronologie égyptienne. Evans divise donc l'histoire minoenne en trois périodes, le minoen ancien, le minoen moyen et le minoen récent, elles-mêmes divisées en trois sous-parties, et place l'apogée de cette civilisation entre le minoen moyen III et minoen récent (vers 1700-1450 av. J.-C.).
Une nouvelle chronologie fut proposée en 1958, à Hambourg, par l'archéologue Nikólaos Pláton. Ce nouveau système repose sur les principales phases de la vie du complexe palatial de Cnossos. Pour Pláton, le premier palais remonte à 2000 av. J.-C. avant d'être détruit vers 1700 av. J.-C. Reconstruit, il est à nouveau détruit vers 1400 av. J.-C., probablement à la suite d'un séisme contemporain de l'explosion du volcan de Santorin. Cette datation, désormais largement répandue, adopte une chronologie et une terminologie quelque peu différente de celle d'Evans. Selon Pláton, ce que nous appelons le Néolithique s'arrête en 2600 av. J.-C. par l'introduction du cuivre. La période allant de cette date à la construction des premiers palais de Cnossos, Phaistos et Malia est décrite comme « pré-palatiale ». La période « proto-palatiale » s'étend de la construction des palais à leur destruction vers 1700 av. J.-C. La période « néo-palatiale » s'étend de leur reconstruction jusqu'à la destruction finale de Cnossos vers 1400 av. J.-C. La période suivante, « post-palatiale » ou mycénienne, est celle de l'abandon des principaux palais, et se termine avec l'arrivée des Doriens dans l'île.
La datation de chaque période est fondée sur des correspondances chronologiques avec l'Égypte ancienne, dont on connaît plus précisément la chronologie, grâce aux inscriptions retrouvées. Des bols égyptiens en pierre datant du pré-dynastique ou de l'Ancien Empire, ont été retrouvés dans un contexte de la fin du Néolithique à Cnossos. Des vases en pierre de l'Ancien Empire ont été découverts dans des tombes pré-palatiales à Mochlos. Des scarabées de la XIIe dynastie ont été mis au jour à Lébéna dans un contexte de la fin de la période proto-palatiale. Mais ces découvertes ont pour limite l'impossibilité de les dater avec certitude puisqu'elles ne portent pas d'inscription. En revanche, on pense ainsi que la période proto-palatiale est contemporaine de la XIIe dynastie car des fragments de vase de style de Kamáres ont été trouvés à Kahun en Égypte parmi les déchets d'un habitat ouvrier établi pour la construction des pyramides royales de cette dynastie. Un vase de Kamáres fut aussi trouvé à Abydos. Le début de la période néo-palatiale doit coïncider avec l'époque des Hyksôs, puisque le couvercle d'un vase en pierre, portant le cartouche de pharaon Hyksôs Khyan fut découvert dans des niveaux du Minoen moyen III à Cnossos. De même, le reste de la période néo-palatiale correspond au Nouvel Empire, en particulier à la XVIIIe dynastie : une amphore en albâtre portant le cartouche de Thoutmôsis III a été trouvée dans une tombe de la période finale des palais à Katsamba.
| A. Evans      | N. Platon      | Chronologie traditionnelle | Chronologie égyptienne  | Chronologie helladique |
| ------------- | -------------- | -------------------------- | ----------------------- | ---------------------- |
| Minoen Ancien | Prépalatial    | (av. J.-C.)                |                         |                        |
| MA I          | Prépalatial    | 3100 – 2700                | IVe Dynastie            | Helladique ancien      |
| MA II         | Prépalatial    | 2700 – 2200                | V et VIe Dynastie       | Helladique ancien      |
| MA III        | Prépalatial    | 2200 – 2000                | VIe à Xe Dynastie       | Helladique ancien      |
| Minoen Moyen  | Prépalatial    |                            | XIe Dynastie            | Helladique ancien      |
| MM I A        | Prépalatial    | 2000 – 1900                | XIe Dynastie            | Helladique moyen       |
| MM I B        | Proto-palatial | 1900 – 1800                | XIe Dynastie            | Helladique moyen       |
| MM II         | Proto-palatial | 1800 – 1700                | XIIe Dynastie           | Helladique moyen       |
| MM III A      | Néo-palatial   | 1700 – 1600                | XIIIe à XVIIe Dynasties | Helladique moyen       |
| MM III B      | Néo-palatial   | 1600 – 1550                | XIIIe à XVIIe Dynasties | Helladique moyen       |
| Minoen récent | Néo-palatial   |                            | XVIIIe Dynastie         |                        |
| MR I A        | Néo-palatial   | 1550 – 1520                | XVIIIe Dynastie         | Helladique Récent I    |
| MR I B        | Néo-palatial   | 1520 – 1430                | XVIIIe Dynastie         | Helladique récent II   |
| MR II         | Postpalatial   | 1430 – 1400                | XVIIIe à XXe Dynasties  | Helladique récent IIB  |
| MR III A      | Postpalatial   | 1400 – 1330                | XXIe Dynastie           | Helladique récent IIIA |
| MR III B      | Postpalatial   | 1330 – 1200                | XXIe Dynastie           | Helladique récent IIIB |
| MR III C      | Postpalatial   | 1200 – 1100                | XXIe Dynastie           | Helladique récent IIIC |
| Subminoen     | Postpalatial   |                            |                         |                        |

### Période pré-palatiale

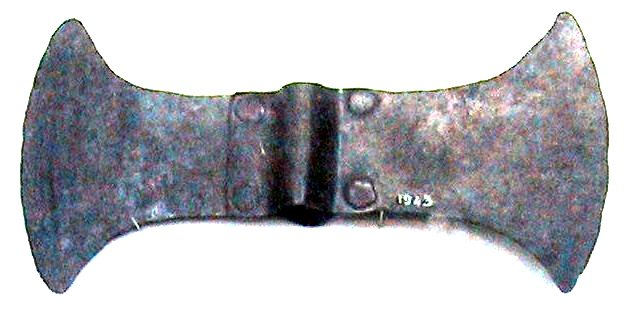
Hache en bronze d'une tombe de la Messará. L'arrivée du bronze en Crète marque la fin du Néolithique.

L'introduction du cuivre et son utilisation pour les outils et les armes, marque la fin du Néolithique en Crète. La thèse d'Arthur Evans selon laquelle l'introduction des métaux en Crète est due à des émigrés venus d'Égypte est aujourd'hui révolue. D'autres théories penchent en faveur de l'installation en Crète de colonisateurs venus d'Afrique du Nord ou d'Anatolie. Mais les données archéologiques ne confirment pas ces hypothèses, ni même les données anthropologiques qui ne montrent pas l'arrivée de nouvelles populations sur l'île à cette époque. La théorie actuelle penche en faveur du fait que toute la région de l'Égée est à cette époque habitée par un peuple désigné comme préhellénique ou égéen. L'Égypte semble trop lointaine pour exercer une grande influence à cette époque. Au contraire, c'est l'Anatolie qui joue un rôle probant dans l'initiation de la Crète aux arts des métaux. La diffusion de l'usage du bronze en mer Égée est liée à de larges mouvements culturels et commerciaux depuis les côtes de l'Anatolie vers la Crète, les Cyclades et le sud de la Grèce. Ces régions entrent dans une phase de développement social et culturel, marqué principalement par l'essor de la navigation les reliant à l'Anatolie et à Chypre. Cependant la civilisation demeure néolithique, notamment dans la première partie de la période. Ainsi, on peut noter, dans un premier temps, des changements davantage sur le plan de l'organisation et de l'amélioration des conditions de vie que sur le plan de la technologie.
Grâce à sa marine, la Crète occupe une place prédominante en Égée. L'utilisation des métaux multiplie les transactions avec les pays producteurs : les Crétois vont chercher le cuivre à Chypre, l'or en Égypte, l'argent et l'obsidienne dans les Cyclades. Des ports se développent sous l'influence de cette activité croissante : Zakros et Palékastro sur la côte orientale, les îlots de Mochlos et Pseira sur la côte septentrionale deviennent les principaux centres d'échange avec l'Anatolie. L'importance de celle-ci pour la Crète explique la prépondérance de la partie orientale de l'île qui en constitue le foyer le plus actif. Alors que Knossos ne connaît encore qu'une civilisation sub-néolithique, sans métal, Malia fait figure de métropole. C'est à cette époque que des communautés de fermiers et d'éleveurs se développent dans la plaine de la Messará. Il semble que dès le minoen ancien, les villages et les petites villes deviennent la norme et les fermes isolées se font beaucoup plus rares.
La généralisation de l'emploi du bronze déplace le centre de gravité de l'île vers son centre, dont les cités commencent à concurrencer celles de la partie orientale. De plus, de nouvelles matières premières détournent l'attention des Crétois de l'Anatolie. Par exemple, l'étain d'Espagne, de Gaule ou de Cornouaille arrive sur les côtes siciliennes et de l'Adriatique et certaines cités orientent leur commerce vers ces régions. C'est ainsi que l'embouchure du Kairatos se développe. Une route traverse la Crète en son milieu avec Knossos et Phaistos comme principales étapes.
En ce qui concerne l'agriculture, on sait grâce aux fouilles que presque toutes les espèces connues de céréales et de légumineuses sont cultivées et que tous les produits agricoles connus encore de nos jours comme l'huile, les olives, le vin et le raisin sont déjà produits à cette époque.

### Période proto-palatiale

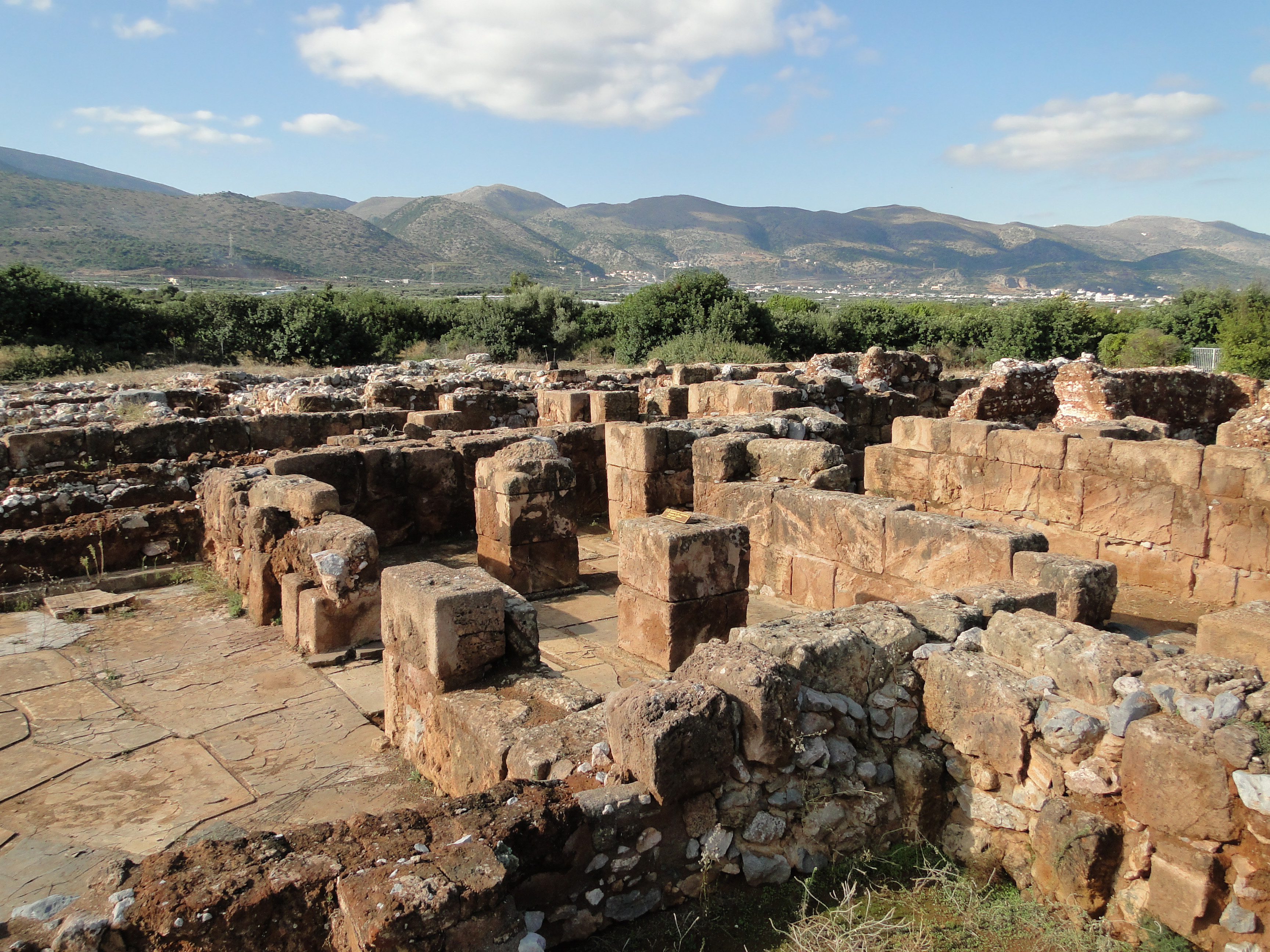
Site de Malia.

Vers 2000 av. J.-C., sont édifiés des bâtiments assez grands pour mériter le nom de palais. Ces constructions sont le principal changement de l'âge du bronze moyen. Leur fondation résulte en une concentration des pouvoirs dans certains centres, dictée à la fois par des évènements extérieurs, et comme étant la conséquence d'une évolution économique et sociale interne. Des sources écrites provenant de peuples d'Orient indiquent que l'Égée et l'Anatolie connurent un bouleversement provoquant une réaction des Crétois. Ceux-ci choisirent semble-t-il de se rassembler sous la domination d'un chef, voire de deux ou quatre, afin de mieux lutter contre les dangers de puissances extérieures. Les premiers palais que sont Knossos, Phaistos et Malia sont situés dans les plaines les plus fertiles de l'île, permettant à leurs propriétaires l'accumulation de richesses, notamment agricoles, comme le prouvent les grands magasins pour produits agricoles retrouvés dans ces palais. Les palais deviennent des centres de rayonnement pendant 600 à 700 ans, et la civilisation est désormais considérée comme palatiale.
L'emplacement de ces palais correspond aux grosses agglomérations qui existaient lors de la troisième phase prépalatiale. Knossos contrôlait la riche région du centre-nord de la Crète, Phaistos dominait la zone de plaine de la Messará, et Malia le centre-est jusqu'à l'actuelle Ierapetra. Depuis quelques années, les archéologues parlent de territoires ou États bien délimités, phénomène nouveau dans l'espace grec.
La civilisation de période protopalatiale s'étend à toute la Crète. Les relations entre les chefs locaux semblent pacifiques et fondées sur la collaboration. Mais les palais témoignent de l'existence d'un pouvoir politique central et d'une hiérarchie dominée par un roi. L'exécution de travaux majeurs comme le nivellement de la colline à Knossos ou Phaistos, sont des indications que les Minoens avaient déjà mis en place une division du travail, et disposaient d'une grande quantité d'ouvriers. L'esclavage et la corvée déjà pratiqués à l'Est, existaient sans doute aussi en Crète. La présence d'une hiérarchie dans les palais est attestée par la quantité de sceaux découverts à Phaistos. Enfin, le développement de l'écriture hiéroglyphique et l'apparition de la première écriture linéaire seraient en liaison avec le système bureaucratique et la nécessité d'un meilleur contrôle des entrées et sorties de marchandises.
Le rayonnement de la culture minoenne se fait maintenant sentir hors de Crète. Il semble que Knossos ait déjà posé les fondations de la « thalassocratie minoenne ». De la céramique de Kamáres a été trouvée à Milos, Lerne, Egine et Kouphonissi. Des importations de céramique en Égypte, Syrie, Byblos, Ugarit prouvent les liens entre la Crète et ces pays.
Une Pax Minoica semble régner sur l'île qui est désormais sous l'autorité de Knossos. Une théorie veut que les palais crétois aient tous appartenu à un même maître qui les visitait alternativement.
Vers 1700 av. J.-C., une grande catastrophe détruisit les trois grands palais, selon toute vraisemblance un tremblement de terre, qui toucha plusieurs pays d'Anatolie à la même période. Une autre théorie veut qu'il y ait eu un conflit entre les palais dont Knossos sortit vainqueur.

### Période néopalatiale

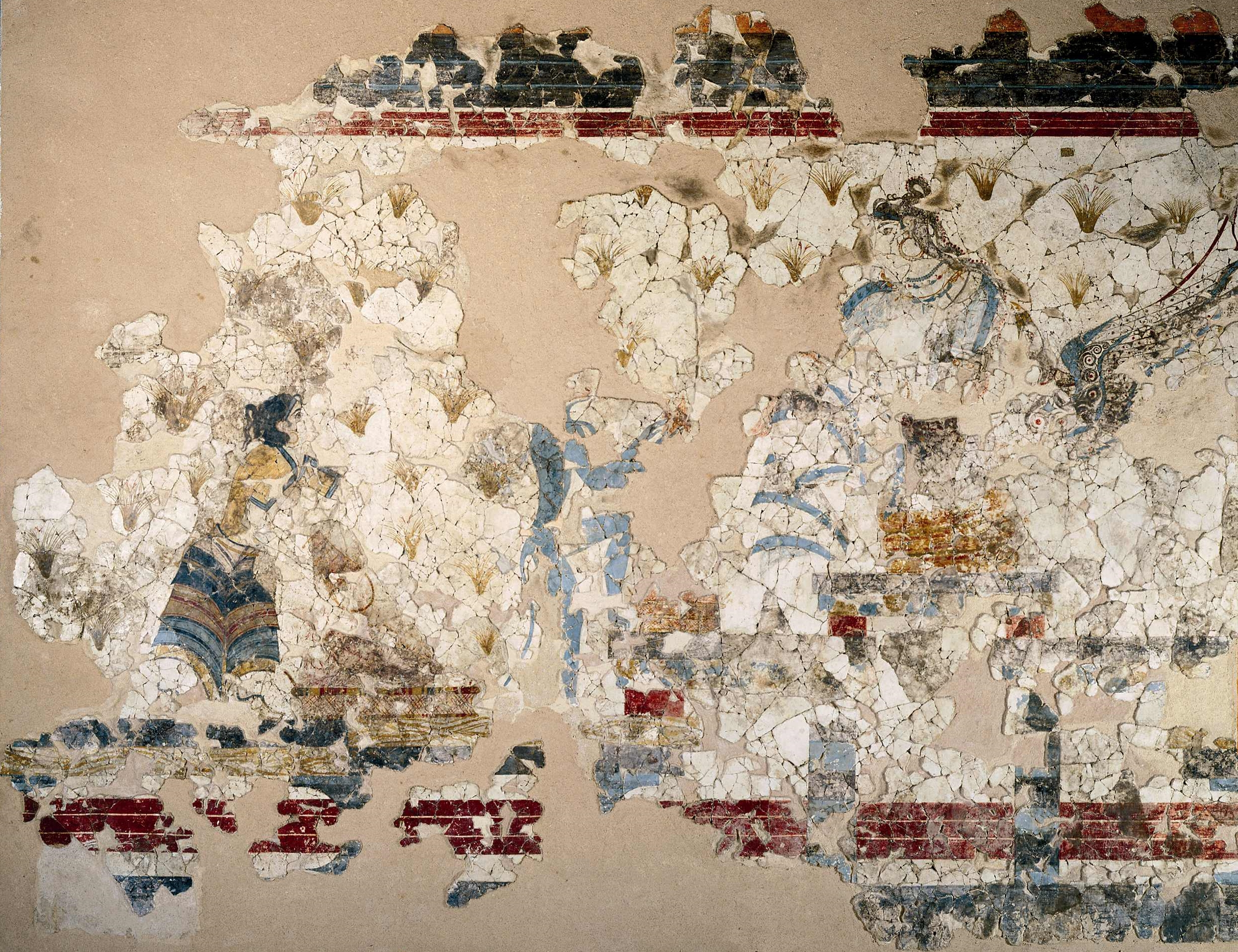
Fresque dite de la « déesse au safran », caractéristique de l'art minoen à Akrotiri, montrant une divinité en majesté accompagnée d'un griffon (à droite) devant laquelle se prosternent une cueilleuse de safran (à gauche) et un singe (bleu, pourvu d'une queue), probablement un magot. Entre 1650 et 1500 av. J.-C.

Les premiers palais sont reconstruits après la catastrophe de 1700 av. J.-C. Les deux siècles suivants marquent la plus grande évolution de la civilisation minoenne qui rayonne désormais depuis une dizaine de nouveaux palais, souvent plus petits et parfois simplement appelés « villas ». Ces résidences de souverains locaux gagnent une plus grande indépendance et montrent un déclin de l'autorité centrale.
La période néopalatiale n'est pas uniforme : ainsi les nouveaux palais connaissent une première destruction vers 1630/1620 av. J.-C., que les études récentes relient à l'explosion du Santorin. Les caractéristiques des nouveaux palais sont leurs propylées, les colonnades, les escaliers reliant les nombreux étages, les puits de lumière, des pièces dans lesquelles un ou plusieurs murs sont remplacés par une série de portes qu'on pouvait ouvrir ou fermer selon l'époque de l'année. Le gypse, extrait sur place à Knossos ou Phaistos servait au revêtement des murs.

#### Catastrophe de 1450av. J.-C.
Vers 1450 av. J.-C., les palais sont de nouveaux détruits, ce qui marque le début du déclin de la civilisation minoenne. Pendant longtemps, la fin de la civilisation minoenne fut associée à l'explosion du volcan de Santorin, qui aurait entraîné une série de séismes dévastateurs, déposé une couche de cendres volcaniques et déclenché un puissant raz-de-marée qui balaya toute la côte nord de la Crète, anéantissant la flotte minoenne. Cette théorie fut mise en avant dans les années 1930 par Spyridon Marinatos qui attribua la destruction de la villa des Lys (de) à Amnisos à l'explosion du volcan.
Si cette théorie fut maintes fois reprise, elle commença à être contredite puis quasi abandonnée à partir des années 1980. Les archéologues estiment que l'explosion du volcan eut lieu vers la fin du XVIIe siècle av. J.-C. et non vers 1450 av. J.-C. De plus, ils admettent que la destruction des palais est issue de trois catastrophes différentes, intervenues à un intervalle de 70 à 100 ans. La première, vers 1620-1600 av. J.-C., due à l'explosion de Santorin, eut un effet limité, les palais ayant été immédiatement réparés. La seconde vers 1520-1500 av. J.-C., limitée elle aussi, eut pour conséquence l'abandon de certains palais et demeures (Galatas, Amnisos, Vathypetros, Sitia). La troisième, plus importante, eut des conséquences plus sérieuses, et de nombreux sites importants furent abandonnés. Tous les centres palatiaux semblent avoir été détruits et incendiés, sauf celui de Knossos. Dans certains villages, comme à Myrtos Pyrgou, seules les demeures plus importantes des gouverneurs locaux sont détruites, alors que le reste des habitations est intact.
En écartant la thèse de l'éruption volcanique, d'autres théories sont mises en avant, pour tenter d'expliquer le déclin de la civilisation minoenne, comme les séismes, les incendies, la conquête mycénienne et les actions guerrières à l'intérieur et à l'extérieur de la Crète. Pour Theocharis E. Detorakis, des causes sont à chercher au sein même de la société et de l'économie crétoise. Ainsi, selon lui, la fabrication de produits agricoles et artisanaux atteignit ses limites et ne satisfaisait plus la demande. Dans le même temps, les conditions de gestion du commerce changèrent à la suite de l'apparition de nouveaux facteurs, comme la revendication des mêmes zones de commerce que les habitants de Grèce continentale. D'autre part, une diminution du stock des matières premières n'est pas à exclure. La situation qui en résulta eut comme principale caractéristique le trouble et la déstabilisation qui entraînèrent l'abandon et la destruction de la plupart des sites. La destruction des palais de Phaistos, Aghia Triada et Tylissos pourrait être le dernier épisode d'une lutte les opposant à Knossos. Mais vers 1400 av. J.-C., la capitale succombe à son tour pour des raisons mal identifiées. Le palais est pillé et incendié. L'hypothèse du tremblement de terre est de nouveau récurrente,. Evans en voyait la cause dans une révolte de la plèbe minoenne contre une monarchie à tendance militariste. Wace quant à lui a suggéré le soulèvement des Crétois contre un dynaste achéen venu du continent. On cite la légende de Thésée comme support de la théorie d'une invasion achéenne venue du continent, la mort du Minotaure symbolisant la destruction de la puissance minoenne par ses ex-vassaux. Mais le déchiffrement des tablettes en argile de Knossos démontra que la langue grecque était déjà la langue officielle à Knossos et que par conséquent le dynaste, au moment où le palais fut détruit, était achéen.
L'opinion qui prévaut est qu'il n'y eut plus de palais à Knossos au XIVe siècle av. J.-C. Même si des chercheurs tels que Blegen et Palmer pensent que le site continua à être occupé par les rois achéens et qu'il ne fut détruit que 200 ans plus tard.

### Période postpalatiale ou mycénienne

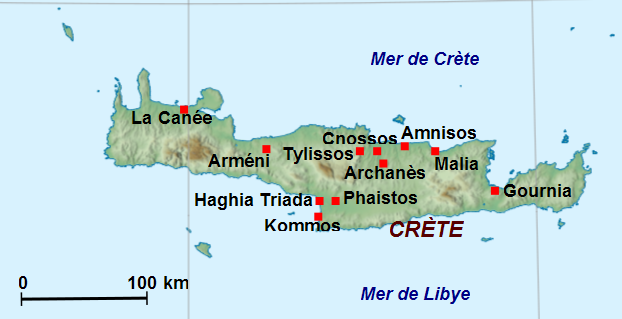
Les principaux sites de Crète occupés durant la période du Minoen Récent III (transition vers la période mycénienne).

La destruction de Knossos ne causa pas de rupture dans la civilisation, mais après 1400 av. J.-C., son rayonnement diminua et le foyer de la culture créto-mycénienne se trouvait désormais non plus sur l'île, mais en Grèce continentale. La Crète ne fut plus dorénavant qu'une simple dépendance du continent.
On n'a pas encore retrouvé de palais de cette époque à Knossos. Le siège du roi mycénien fut peut-être transféré du palais dévasté à quelqu'autre site voisin. Le vieux palais minoen fut bien de nouveau occupé, mais par des particuliers, qui déblayèrent et réparèrent provisoirement certaines parties. Ce fut le temps de la réoccupation, terme utilisé par Evans. Si aucune trace d'occupation mycénienne n'a été découverte à Knossos, en revanche, des mégarons de type mycénien furent découverts à Aghia Triada et Tylissos. Des maisons bâties avec soin du début de la période postpalatiale ont été découvertes à Paliokastro, Zakros, Gournia. Le port de Knossos continua d'exister et avait même des rapports commerciaux avec Chypre. Des fusions ont dû se produire entre crétois et Achéens, mais malgré cet apport d'éléments nouveaux, l'île ne donne plus rien d'original en matière artistique.
La colonisation achéenne est mentionnée dans les traditions mycéniennes préservées par la mythologie grecque. Ainsi, Agamemnon fonda quelques villes en Crète, Pergamos, Lappa et Tégée. Les Achéens participèrent à la fondation de Polyrrinia. Des toponymes comme ceux de Gortyne et Arcadie sont probablement d'origine achéenne. Dans l'Iliade, Homère mentionne, outre la présence de Cnossos, Gortyne, Lyktos, Miletos et Phaistos, le fait que l'île aurait fourni quatre-vingts vaisseaux, le plus grand nombre parmi les alliés d'Agamemnon. Ce qui prouverait que l'île est loin d'être ruinée. Cette flotte aurait été sous le commandement du roi de l'île, Idoménée, lointain descendant de Minos. À son retour en Crète, il aurait à son tour été chassé, selon d'autres, honoré d'un splendide tombeau. Probablement faut-il voir en lui, comme en Minos, la personnification d'une nouvelle dynastie. Son avènement consacre le triomphe des Achéens, son exil à Salente correspond à la dépossession des monarques achéens par l'invasion dorienne.
Les entreprises au-delà des mers des Achéens crétois visaient sans doute d'autres régions. Des textes mentionnent des attaques de l'Égypte par les Peuples de la mer vers 1200 av. J.-C. Parmi les peuples cités, Pulesata, Zakaru et Akaiwasha pourraient venir de Crète.
À la suite de la colonisation achéenne et de l'intensification des communications avec le Péloponnèse, apparurent des conditions favorables au développement de la Crète occidentale. On y trouve quelques-unes des colonies mycéniennes mentionnées plus haut, mais aussi quantité de hameaux (Kolymbari, Stylos), de tombes et autres restes de la période mycénienne.
Vers 1150 av. J.-C., les grands centres mycéniens sont dévastés par des tribus du nord-ouest de la Grèce : Doriens, Locriens, Étoliens, Phocidiens. Vers 1100 av. J.-C. la Crète est touchée à son tour. La population minoenne ne disparut pas complètement, elle se mélangea et fut graduellement absorbée linguistiquement par les tribus doriennes. Quelques sites de l'île continuèrent à rester fidèles à la langue minoenne. Ainsi, à Praisos on continua à rédiger des inscriptions pré-helléniques jusqu'au IVe et IIIe siècles av. J.-C.. D'autres groupes se réfugièrent sur des sommets montagneux abrupts comme à Karphi, où une civilisation dégénérée survécut. Cette phase est appelée subminoenne ou proto-géométrique. Les formes et les motifs décoratifs minoens, bien qu'appauvris, survécurent dans la céramique. La décoration finit par se limiter aux triangles, demi-cercles et bandes. La fibule se répandit largement, ce qui doit signifier un changement dans le mode d'habillement. On constate aussi deux autres changements très importants : l'utilisation du fer et la crémation des morts.

## Populations
Une étude génétique réalisée en 2017 montre que les Minoens sont issus d'un mélange génétique entre des fermiers d'Anatolie occidentale, pour les trois quarts de leur ascendance, et une population issue de l'Est (Iran ou Caucase). Ils se différencient des Mycéniens qui possèdent en plus une composante issue du Nord liée aux chasseurs-cueilleurs d'Europe de l'Est et de la Sibérie, introduite via une source liée aux habitants de la steppe eurasienne.

## Culture

### Architecture

#### Des cavernes du Néolithique…
Il semble que des grottes, comme à Miamou, Eileithyia, Arkalochóri, Trapeza et Platyvola dans l'ouest de la Crète soient encore habitées pendant la période prépalatiale. Mais les vestiges d'habitations du minoen ancien découverts à Vassiliki, près d'Ierapetra montrent un important progrès par rapport aux huttes primitives de l'époque néolithique. Ces maisons avaient des murs épais, recouverts de plâtre et régulièrement divisées en chambres séparées.

#### … Aux labyrinthes minoens
La civilisation minoenne se caractérise, d'abord par ses palais à l'image de ceux de Knossos, Phaistos, Malia ou encore de Zakros. De 2000 à 1700 av. J.-C., une première période dite « protopalatiale » voit finalement ses palais être détruits ; de 1700 à 1400 av. J.-C., durant une seconde période dite « néopalatiale », sont édifiés de nouveaux palais, plus riches. En juillet 2025, lors de la 47e session du Comité du patrimoine mondial, les sites de Knossos, Phaistos, Malia, Zakros, Zominthos (en) et Kydonia sont inscrits sur la liste du patrimoine mondial par l'UNESCO, en tant que partie du bien « Centres palatiaux minoens ».

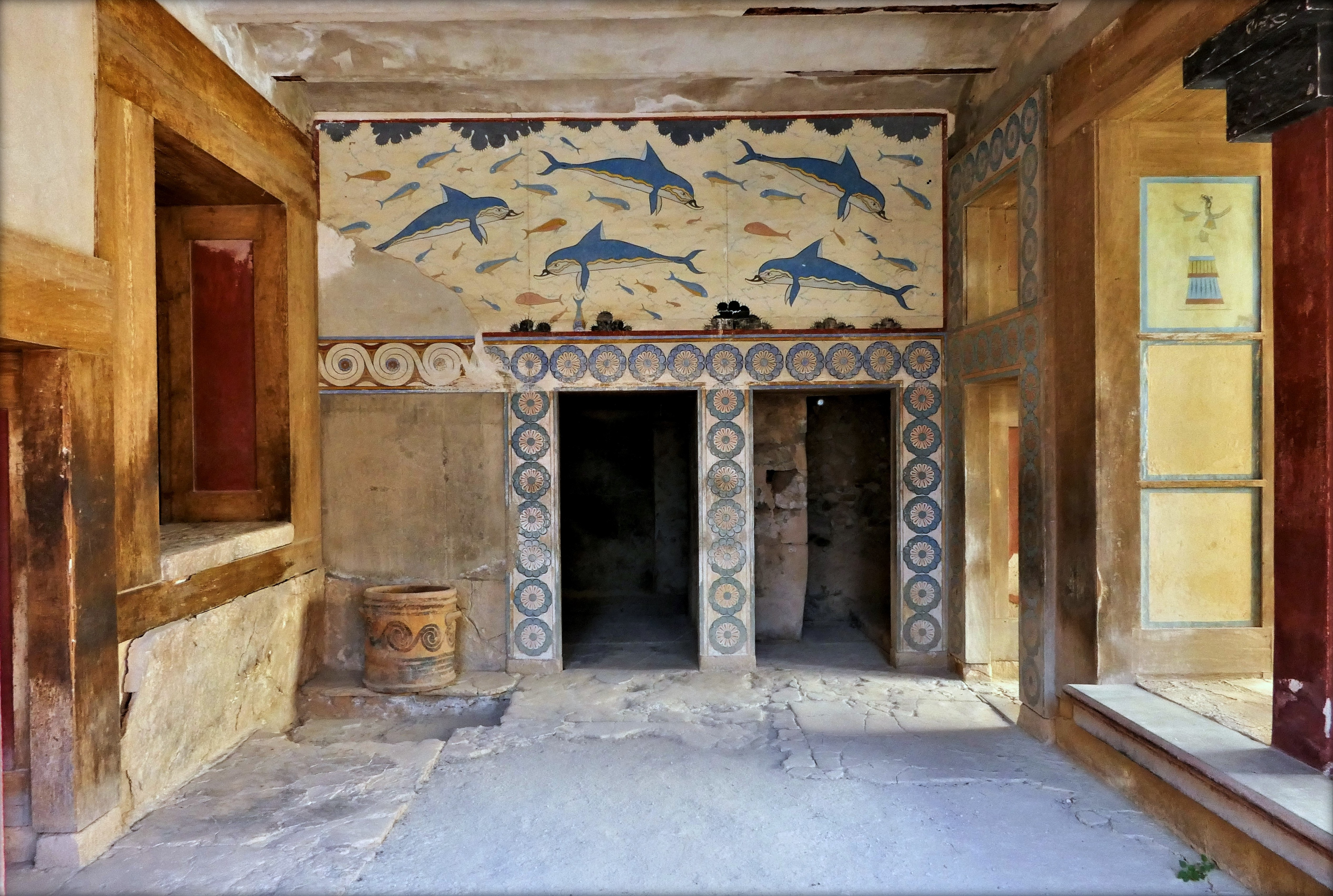
Le gynécée royal de Cnossos ; un exemple d'une architecture minoenne raffinée.
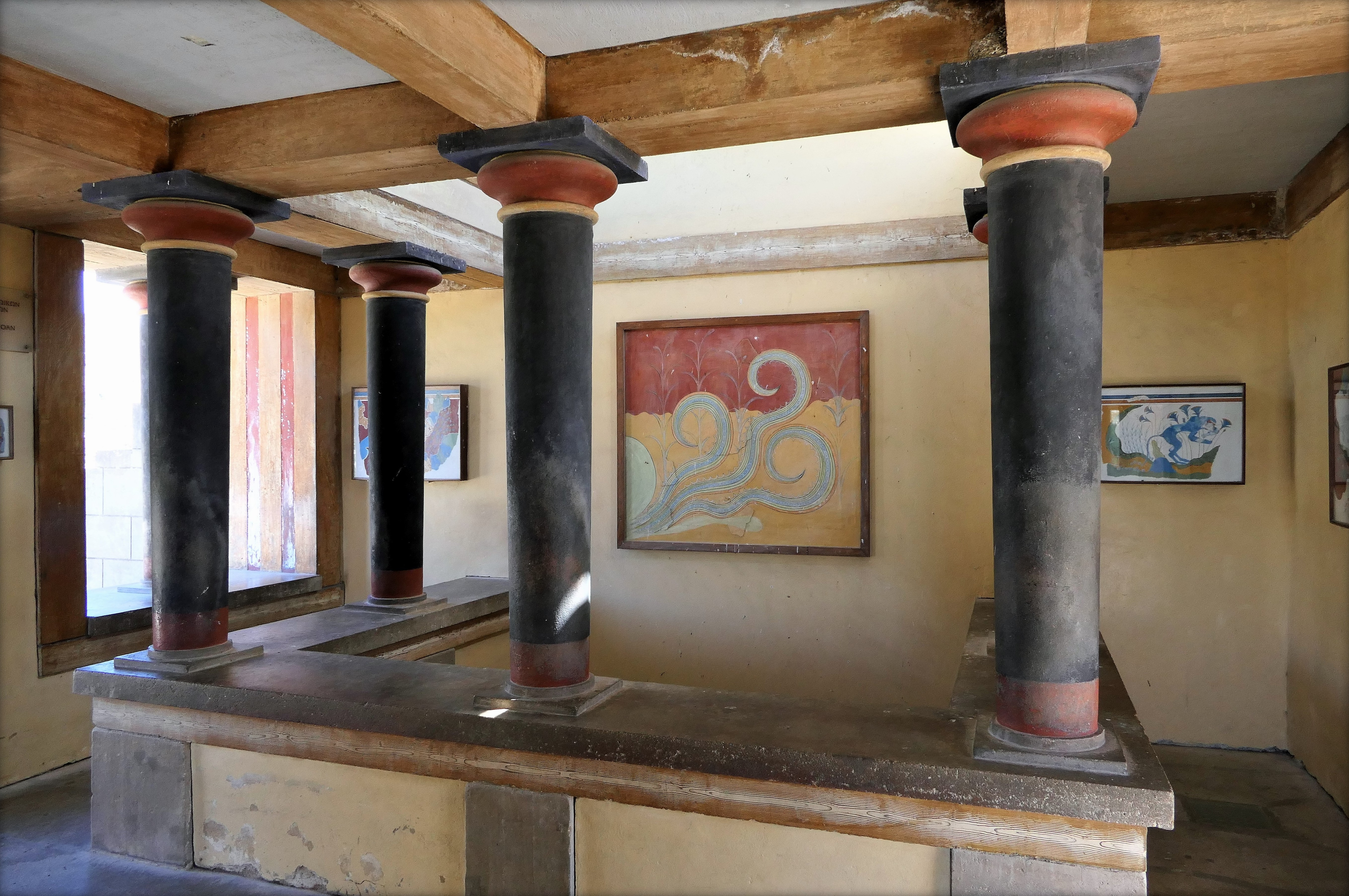
Puits de lumière à Cnossos, reconstitution approximative.
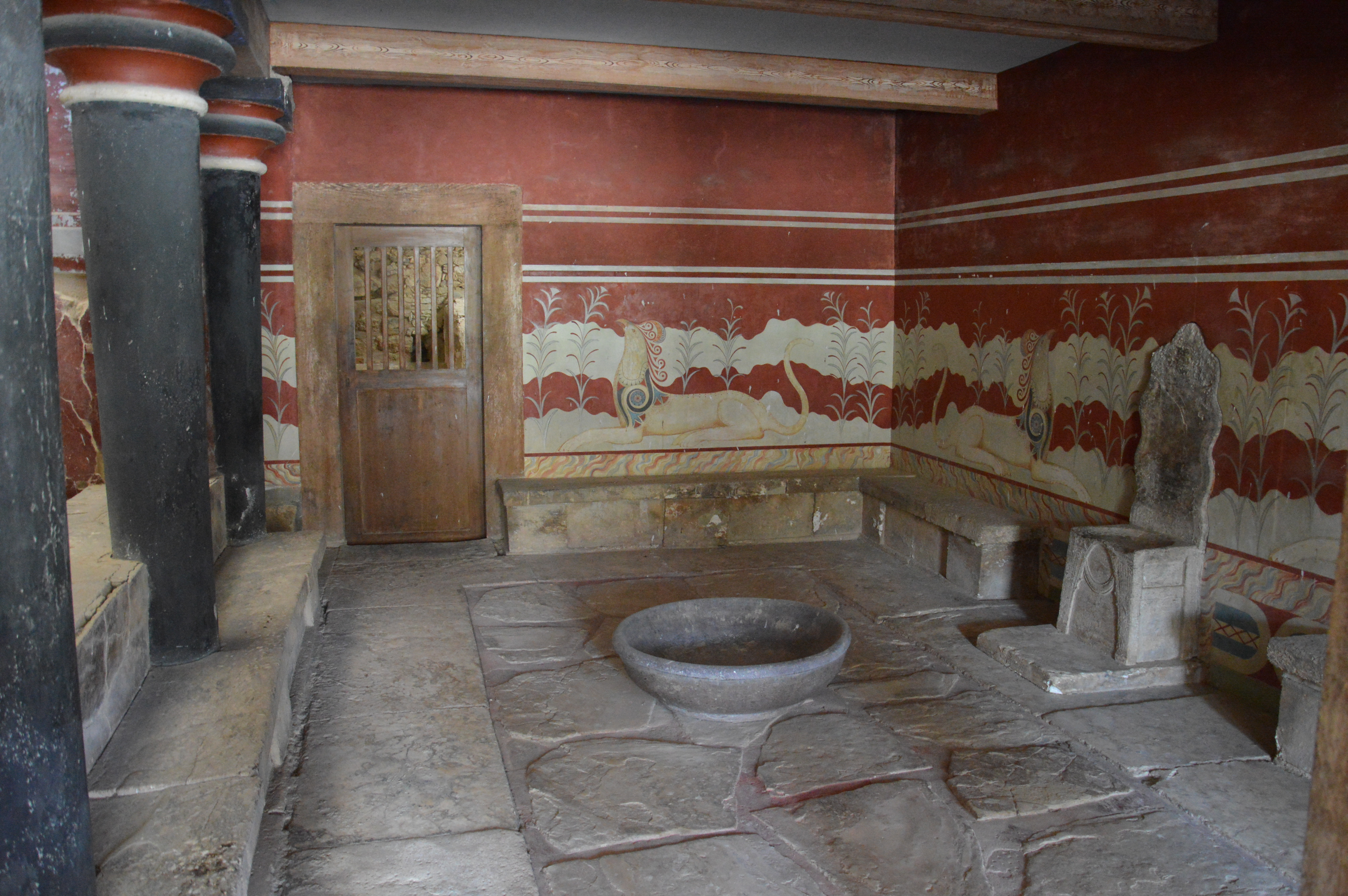
Salle du trône à Cnossos, dite "salle des griffons".

Dans le mythe originel le Minotaure habite en Crête et est enfermée dans un labyrinthe. Dans la tradition locale, le labyrinthe serait une grotte au centre de l'île de Crète. Ce lieu est, aujourd’hui encore, vu comme « maudit et synonyme de mort». Cependant, les archéologues  ont montré qu’il s’agissait uniquement d’une mine désaffectée.

### Écritures

#### Hiéroglyphes minoens
Les Minoens sont les précurseurs de l'écriture dans l'espace géographique de la mer Égée. Peu avant la fondation des palais crétois vers 2000 av. J.-C., on voit apparaître sur les sceaux crétois des combinaisons de signes qui constituent sûrement une forme d'écriture, les hiéroglyphes minoens. Cette écriture est à l'origine est composée d'idéogrammes pictographiques, c'est-à-dire que les objets ou concepts sont représentés par des images reconnaissables, et était dépourvue au début de toute valeur phonétique. Plus tard les caractères acquirent une signification phonétique et marquèrent des sons présents dans les mots correspondants.
Cette première écriture minoenne est appelée communément hiéroglyphique, terme emprunté aux caractères égyptiens par Evans, qui rapprocha les pictogrammes crétois des hiéroglyphes des périodes pré-dynastique et proto-dynastique. Bien qu'il existe des similitudes entre les signes égyptiens et crétois, il semblerait qu'il n'ait jamais existé d'interrelation directe.
L'évolution de l'écriture iconographique présente deux phases d'évolution : d'abord des idéogrammes de sceaux pré-palatiaux et protopalatiaux ; des textes iconographiques protolinéaires qui se développent parallèlement au cours de la période protopalatiaux.

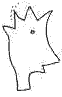
Exemple de hiéroglyphe. (Hache d'Arkalochóri)
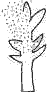
Exemple de hiéroglyphe. (Hache d'Arkalochóri)
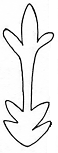
Exemple de hiéroglyphe. (Hache d'Arkalochóri)

Arthur Evans se rendit en Crète dans le but de découvrir une nouvelle forme d'écriture, et il fut le premier à donner de l'importance aux scripts de l'âge du bronze en provenance de Crète ou de Grèce continentale. Après une année de fouilles à Knossos, près de mille tablettes, complètes ou fragmentaires furent découvertes. Dans son ouvrage Scripta Minoa, Arthur Evans essaya de réunir les hiéroglyphes minoens. Il en dénombra 135, mais leur nombre total est supérieur, puisqu'il en existe qui ne sont pas dans son catalogue. Néanmoins, il réussit à distinguer deux phases dans l'évolution de ces hiéroglyphes et estima que leur utilisation était largement répandue en Crète. La seconde est caractérisée par l'incision méticuleuse et calligraphique des signes. Cette seconde phase coïncide avec la phase de Kamáres de la période protopalatiale, qui dura jusqu'aux environs de -1700. Cette écriture continua à être utilisée après cette date, dans des textes rituels. Sur ce point, des théories présentent que l'écriture hiéroglyphique, originellement dérivée de formes naturelles, se soit transformée en usage talismanique vers la fin du minoen ancien. Des sceaux comportant toujours des inscriptions hiéroglyphiques et datant du minoen moyen ont été retrouvés, et même quelques sceaux ont été découverts dans des bâtiments de Knossos détruits vers -1450. Des versions simplifiées de ces hiéroglyphes, adoptant une écriture linéaire ont aussi été découverts, ainsi que sur des sortes de graffiti sur les murs de Knossos et Aghia Triada, à partir de -1700. Peut-être que, comme en Égypte, une écriture plus simple fut élaborée à l'usage du papyrus et de l'encre ; mais les seules inscriptions faites à l'encre connues à ce jour en Crète, ont été faites sur des coupes en argile de Knossos (1600 av. J.-C.).

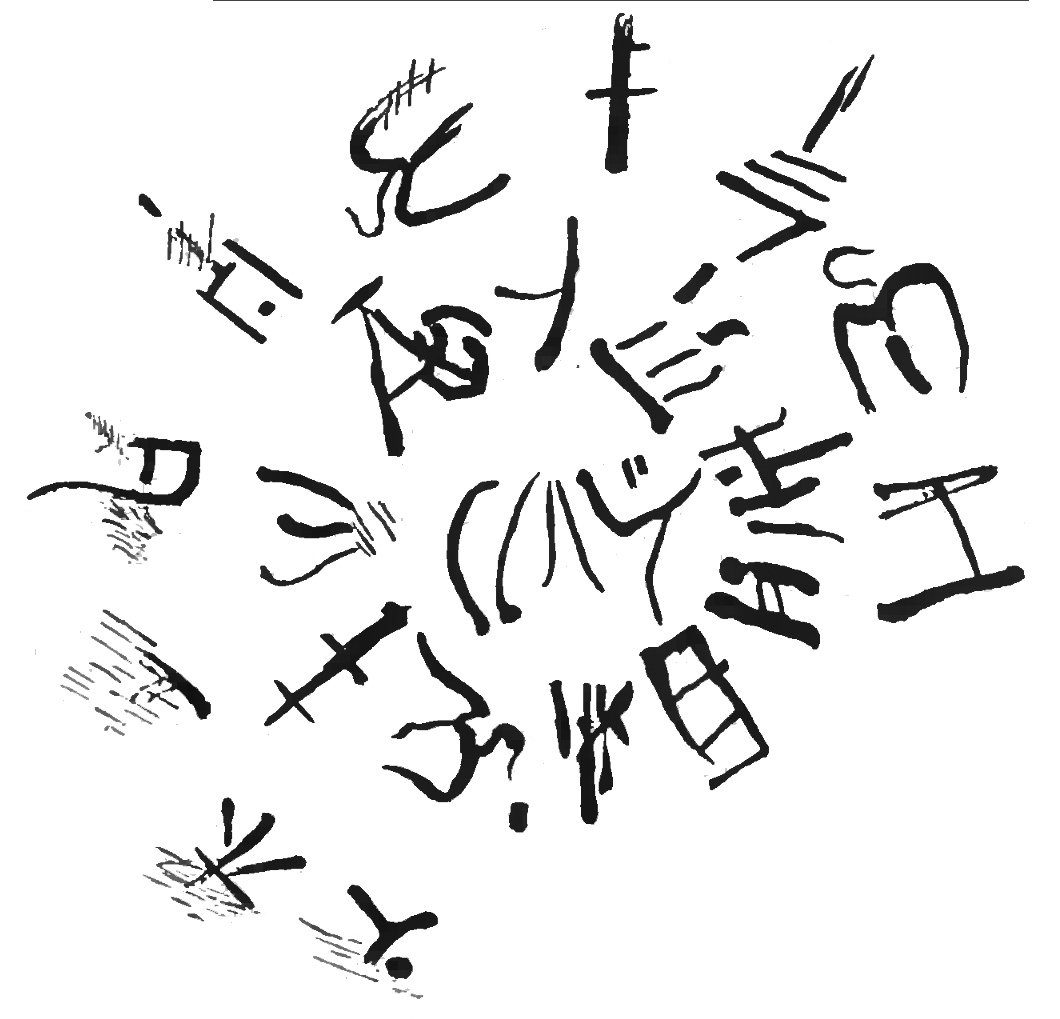
Écriture hiéroglyphique linéaire. Le texte est écrit à l'encre à l'intérieur d'une coupe.

Evans catalogua les hiéroglyphes en différentes catégories. Certains sont tirés du règne animal (chat sauvage, tête de lion, chevreau, bœuf, colombe) ; d'autres signes représentent des parties du corps humain (yeux, mains, pieds) ou même des silhouettes humaines entières. D'autres signes représentent des vases, des outils et autres objets de la vie quotidienne : charrue, lyre, couteau, scie, bateau. On rencontre aussi la double hache, le trône, la flèche et la croix. S'il ne parvient pas à déchiffrer la langue, les hiéroglyphes retrouvés aidèrent cependant Evans à brosser le portrait de la civilisation minoenne. Pour lui, les hiéroglyphes sont des indications sur une communauté mercantile, industrieuse et agricole. Il passe en revue les outils, dont certains sont selon lui d'origine égyptienne et utilisés par les maçons, les charpentiers et les décorateurs des grands palais. Un des symboles permit de découvrir que la lyre à huit cordes était arrivée au même stade de développement qu'on lui connait à la période classique, près de mille ans avant Terpandre. La récurrence du symbole du navire suggère une activité commerciale. Le lingot illustrait selon Evans, un moyen de paiement.
Evans essaya d'interpréter certains signes comme des représentations de dignitaires minoens. Ainsi, selon lui, la double hache serait l'emblème du gardien du sanctuaire de la double hache, autrement dit du palais de Knossos. Les yeux signifieraient surintendant ou surveillant ; la truelle pour architecte ; la porte pour gardien, et ainsi de suite. Mais cette vision fut par la suite considérée comme prématurée, puisqu'on est encore incertain de la nature des objets représentés par ces hiéroglyphes. Mais même si nous savions exactement ce que les hiéroglyphes représentaient, il semble hasardeux de leur attribuer une signification si proche de l'objet représenté. Certaines séries de hiéroglyphes qui reviennent régulièrement sur les sceaux ont été attribués à des noms de dieux, ou peut-être des titres de prêtres ou de dignitaires,.

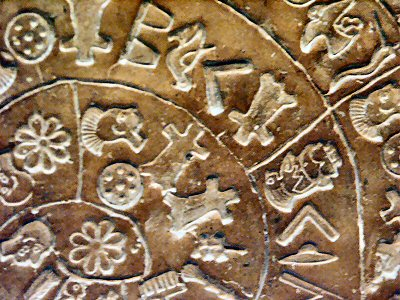
Disque de Phaistos (détails).

L'exemplaire le plus important d'inscription hiéroglyphique crétoise est le disque de Phaistos, découvert en 1903 dans un dépôt dans les appartements nord-est du palais. Une tablette en linéaire A et de la céramique du début de la période néopalatiale furent découverts en compagnie du disque. Les deux surfaces du disque sont couvertes de hiéroglyphes disposés en spirale, et imprimés dans l'argile pendant qu'elle était encore humide. Les signes forment des groupes, séparés par des lignes verticales, chacun de ces groupes devant représenter un mot. On peut y distinguer quarante-cinq types différents de signes, dont quelques-uns peuvent être identifiés aux hiéroglyphes de la période proto palatiale. Certaines séries de hiéroglyphes reviennent comme des refrains, suggérant un hymne religieux.
Evans émit l'hypothèse que le disque n'était pas crétois, mais qu'il avait été importé du sud-ouest de l'Asie. Mais la découverte dans la grotte d'Arkalochóri d'une double hache inscrite de signes ressemblant à ceux du disque, et une inscription sur une bague en or de Mavro Spilio avec une disposition en spirale conduit à la certitude que le disque de Phaistos est d'origine crétoise.
C'est du système iconographique que proviennent, après certaines modifications, tout d'abord le linéaire A, et par la suite le linéaire B.

#### Linéaire A
C'est de la transformation et de la simplification de l'écriture par idéogrammes que provient l'écriture de la période néo-palatiale : le linéaire A, comme il fut appelé par Arthur Evans. Evans pensa dans un premier temps que l'écriture s'était subitement transformée vers 1800 av. J.-C. On sait aujourd'hui que ce n'est pas le cas, grâce à la découverte de symboles transitionnels. Les éléments iconographiques se systématisent rendant l'écriture plus fluide. Mais le passage d'une écriture à l'autre se fit de façon progressive et les deux systèmes furent un moment en vigueur parallèlement.
Cette écriture est dite linéaire car elle est composée de signes, qui bien que dérivés des idéogrammes, ne sont plus reconnaissables comme des représentations d'objets, mais consistent en formations abstraites.
Les documents en linéaire A sont limités, bien plus que pour le linéaire B. Les documents retrouvés jusqu'ici sont des inscriptions sur des tables d'offrandes en argile et sur d'autres objets du culte. Les textes en linéaire A provenant du palais d'Aghia Triada sont les plus nombreux : 150 petites tablettes en argile où sont inscrites des transactions et des stockages. Des textes similaires ont été retrouvés à Knossos, Malia, Phaistos, Tylissos, Palékastro, Arkhanes et Zakros. Les textes comportaient des titres, qui indiquent vraisemblablement des lieux ou des personnages. Le système de numérotation était différent de celui de l'écriture hiéroglyphique.
Environ 100 symboles étaient largement utilisés en linéaire A. Parmi eux, douze étaient des idéogrammes, apparaissant isolément dans des listes avant les numéros.
Le système d'écriture linéaire A présentait des variantes locales qui possédaient cependant des éléments communs. Un certain nombre d'inscriptions avait un caractère magique et religieux. Elles avaient été gravées ou écrites sur des ustensiles rituels, des jarres, des tables d'offrandes, des cuillères en pierre, des verres et des coupes, venant de toute la Crète. En effet, on pense que vers 1600 av. J.-C. le linéaire A est utilisé sur toute l'île. Mais la plupart des textes de cette époque étaient gravés sur des pancartes en argile, en forme de tablettes rectangulaires.
Bien qu'il soit certain que la langue de ces tablettes soit le minoen, comme elle n'a pas encore été déchiffrée, beaucoup reconnaissent des éléments d'une langue sémitique, louvite ou indo-européenne. Les chercheurs, en lui appliquant des valeurs phonétiques dont on sait qu'elles sont valables pour l'écriture linéaire B, ont pu produire une variété d'interprétations de textes écrits en linéaire A. Un système numérique décimal a pu être identifié : des lignes verticales pour les unités, des points ou des lignes horizontales pour les dizaines, de petits cercles pour les centaines et des cercles à rayons pour les milliers. Le sens de l'écriture était de gauche à droite. De courtes inscriptions dans cette écriture se rencontrent sur les plâtres de Knossos et Aghia Triada, sur de nombreuses empreintes de sceaux et sur des pithoi d'origines diverses. Les inscriptions sur les pithoi comprennent habituellement trois ou quatre signes et sont par conséquent trisyllabiques ou tétrasyllabiques, et signifient probablement le nom des propriétaires ou du fabricant du pithos, sans exclure des noms de dieux, du contenu ou des toponymes.
La difficulté majeure pour la lecture du linéaire A réside dans le fait que très peu de textes ont été conservés. Et beaucoup des documents qui nous sont parvenus ne sont que fragmentaires, ce qui rend difficile d'appliquer avec quelques chances de succès la méthode de déchiffrement utilisée pour le système linéaire B, avec lequel il a des ressemblances, mais aussi des différences. Les sites qui ont fourni un nombre important de tablettes sont les sites qui ont brûlé vers 1450 av. J.-C., le feu ayant cuit les tablettes d'argile et permettant ainsi leur conservation. Pour les autres sites, la découverte de documents en linéaire A est plus aléatoire.
L'expansion du commerce minoen au cours de la seconde période palatiale eut comme résultat la diffusion de l'écriture minoenne dans les îles et en Grèce continentale. Il existe des échantillons connus provenant de Milos, Kéa, Cythère, Naxos et Santorin.

#### Linéaire B
Le linéaire B, qui apparaît aux environs de 1375 av. J.-C., est un syllabaire utilisé pour l'écriture du mycénien, une forme archaïque du grec ancien. Il se compose d'environ 87 signes. Le linéaire B est complètement oublié dès le début du Ier millénaire av. J.-C. ; il est par la suite remplacé par l'alphabet grec avec lequel il n'a aucun lien.

### Religion

Sceau présentant des prêtresses à double-hache et une divinité féminine

La religion minoenne et ses tenants sont encore inconnus, à cause du manque évident d'informations lettrées (le linéaire A est à ce jour indéchiffré) sur le sujet. Les archéologues ne pouvant reconstituer les croyances crétoises qu'à travers le prisme des fresques et des sceaux qui, sans être pauvres d'informations, sont limités dans les données qu'ils apportent, les informations sur la religion minoenne doivent être prises avec la plus grande précaution, une découverte archéologique pouvant faire reconsidérer un siècle de théories en tout genre.
Dans la communauté scientifique, deux camps principaux s'opposent : les partisans d'un monothéisme dualiste, voire hénothéiste, centré sur une « déesse-mère » proche-orientale s'opposent en effet aux partisans d'un polythéisme classique, sans qu'aucun « camp » n'obtienne de réel consensus. Les rites étant à l'évidence plus centrés sur une approche quasi-animiste et chtonien de la divinité, il est difficile, voire impossible d'établir un panthéon fiable.

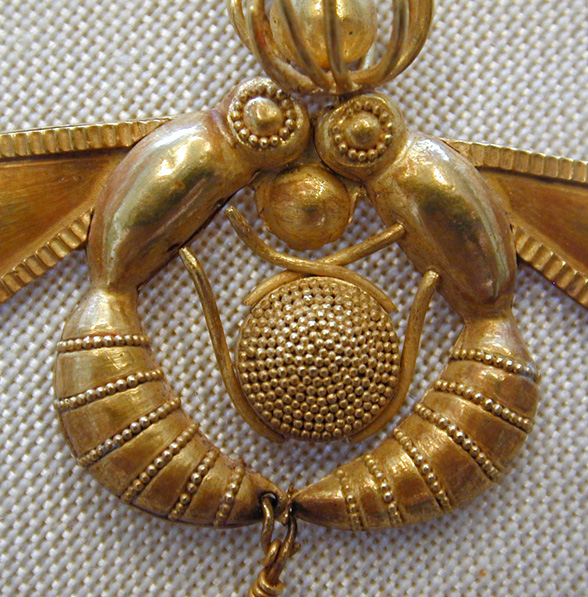
Détail du pendentif de Mália (trésor d'Égine) à l'effigie d'abeilles.

Pour David G. Hogarth, lui-même à l'instigation du concept de « monothéisme dualiste » et reprenant une théorie alors à la mode, les minoens adoraient une déesse-mère polymorphe et souveraine des forces créatrices, accompagnée par un dieu chasseur de moindre importance nommé, faute de mieux, le « jeune dieu ». Pour Martin P. Nilsson, en contradiction totale avec cette construction, la religion minoenne ne pouvait qu'être polythéiste, typée comme les croyances en Méditerranée orientale de l'époque ; il propose une liste de déités telles qu'une déesse domestique aux serpents, une déesse de la fertilité assez proche d'Isthar ou Astarté, une déesse guerrière mycénienne proche de l'Athéna continentale, une déesse à la barque (peut être une prêtresse) et un couple de divins chasseurs, dont la divinité féminine serait à rassembler avec la Potnia Theron, ou Dame des Montagnes et future Artémis, attestée sur les sceaux. À côté de ces divinités principales s'étalerait un cortège de démons, d'animaux fantastiques et de divinités secondaires, comme les dieux guérisseurs du papyrus Ebers, les déesses Ilithyie, Perséphone et Aphaïa, ainsi que des « demi-déesses » humanisées, comme Ariane ou Hélène. Quelques dieux ou proto-dieux grecs masculins issus de la culture minoenne sont connus, notamment Velchanos, Hyakinthos et même Poséidon ou Dionysos, largement hellénisés au premier millénaire avant notre ère.
Les lieux de cultes étaient centrés sur l'extérieur, à travers des autels en plein air ou des grottes naturelles. Malgré quelques autels domestiques et palatiaux, il est sûr que la religion minoenne était une religion de la nature et du plein air, avec l'adoration d'arbres sacrés, de montagnes et de lieux évoquant la puissance sauvage de la faune et de la flore. De nombreux animaux étaient portés aux nues : les minoens tenaient en haute estime le pouvoir reproducteur viril du taureau (ou plutôt de l'auroch, selon J. Drissen) et le communautarisme des abeilles, les Crétois étant également apiculteurs. On constate de même la présence sacrée de chèvres, de serpents, de colombes… Signifiant possiblement la présence invisible des dieux, incarnés en toutes choses,.

### Rites funéraires

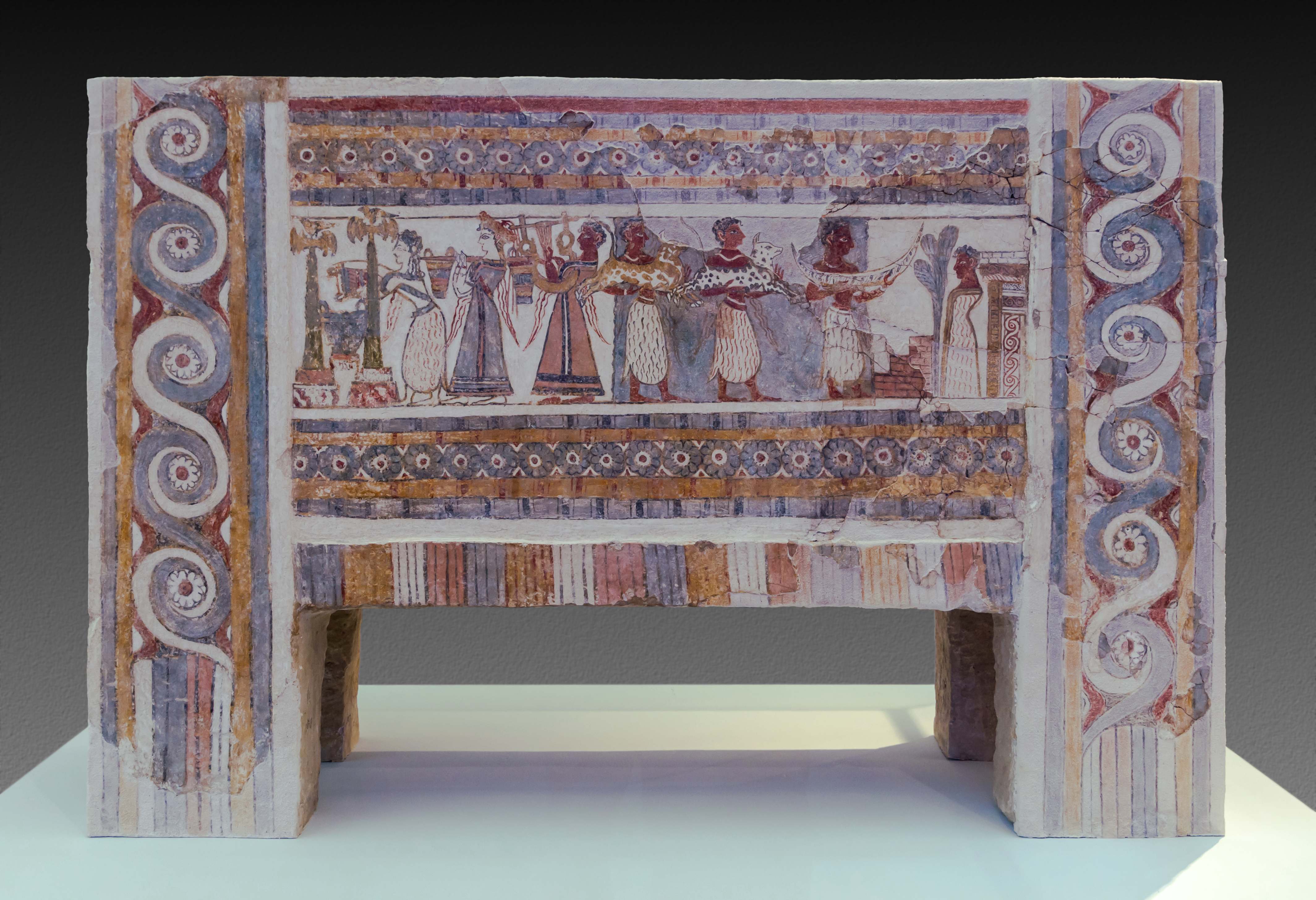
Sarcophage décoré d'une scène d'offrandes de boissons et d'aliments.

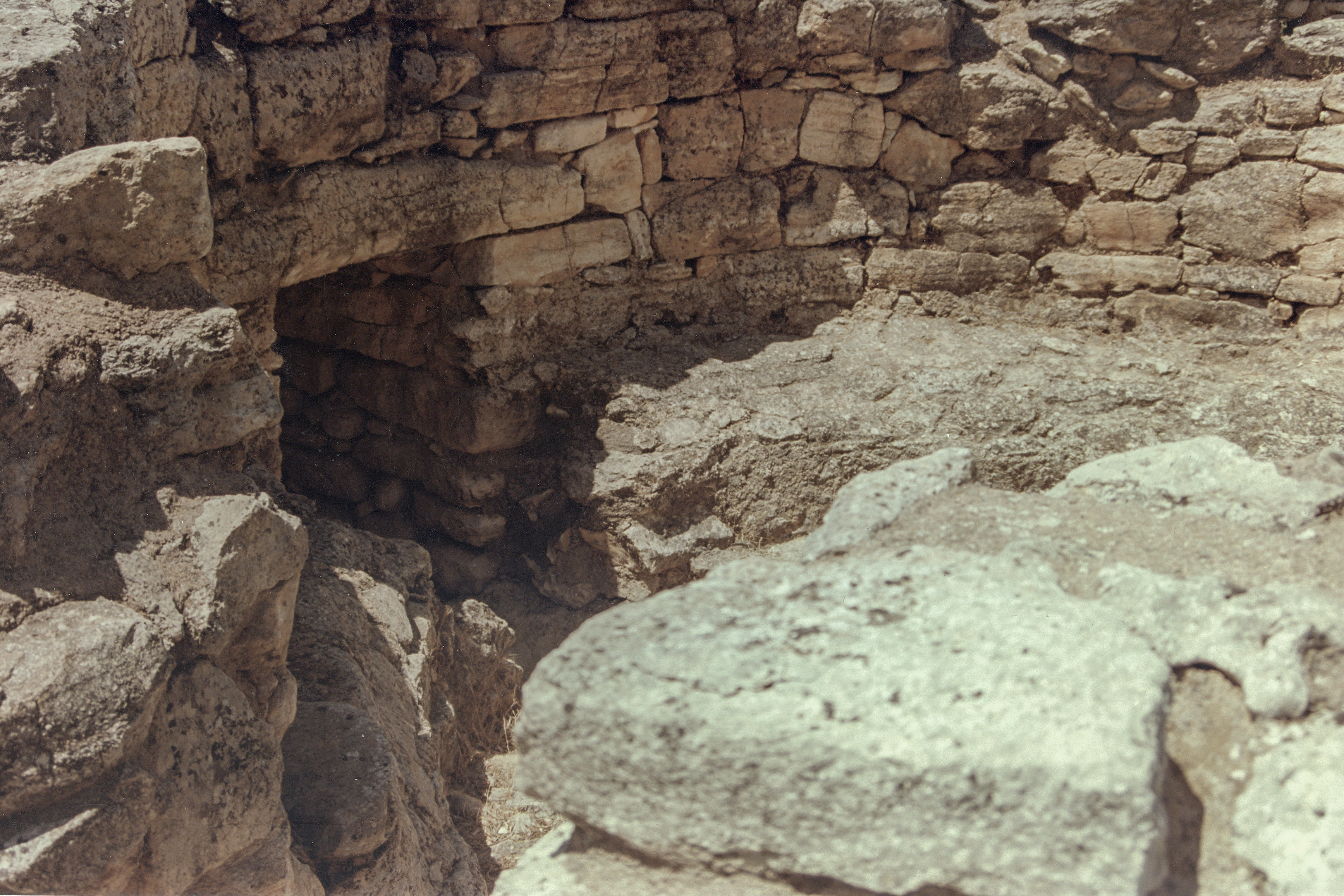
La taille des sarcophages (comme ici), comme celle des baignoires et des portes, semble indiquer que la population minoenne était de petite taille.

À partir du Minoen Ancien I, des tombes dites « circulaires », ou tholos, apparaissent dans certaines régions de la Crète, principalement le centre et le sud. Les corps, vraisemblablement issus d'une même lignée généalogique ou clanique, étaient déposés dans une chambre funéraire ronde et étaient poussés contre les parois au fur et à mesure que d'autres arrivants y étaient à leur tour déposés. Les défunts étaient parfois enterrés avec leurs effets personnels, et faisaient l'objet d'une vénération particulière, visiblement à travers le don d'offrandes ou de libations. Ce système funéraire est toutefois assez rare dans d'autres zones de la Crète, et ne se pratique quasiment plus après le Minoen Moyen I.
Parallèlement à ces rites se développent les tombes dites « à maison », imitant un foyer domestique où les corps se décomposaient avant d'être placés dans des ossuaires annexes. On considère généralement que les occupants de ces tombes faisaient partie d'une élite, au vu du matériel précieux les accompagnant et de la construction plus élaborée des bâtiments. mais il ne faut pas imaginer que seuls ces deux modes d'inhumation existaient dans la Crète minoenne ; les Minoens faisaient preuve d'un grand sens de la diversité concernant leurs pratiques funéraires, et on retrouve des corps aussi bien dans des grottes que dans des failles rocheuses, des jarres ou des fosses communes. On suppose que les Minoens avaient mis en relation étroite la mer et l'autre monde, leurs cercueils suggérant des contenants destinés à l'immersion sous l'eau. Pour certains scientifiques, le nombre réduit de cimetières trouvés en Crète trouverait d'ailleurs son explication dans la montée des eaux.
Les périodes les plus récentes de l'histoire minoenne sont empreintes d'une influence mycénienne indéniable, et cet impact se retrouve assez bien dans les tombes d'exception qui renouvellent le paysage funéraire. Un des exemples les plus frappants est sans doute le sarcophage d'Aghia Triada, de possesseur inconnu, dont l'esthétique emprunte ses codes à la fois aux arts traditionnels crétois et à la fois à l'esthétique mycénienne continentale. On y assiste, selon M. P. Nilsson, à une déification du défunt, tradition petit à petit éclipsée par l'« héroïsation » d'illustres personnages achéens (Héraclès, Thésée, Persée, etc.).

### Fresques et arts plastiques

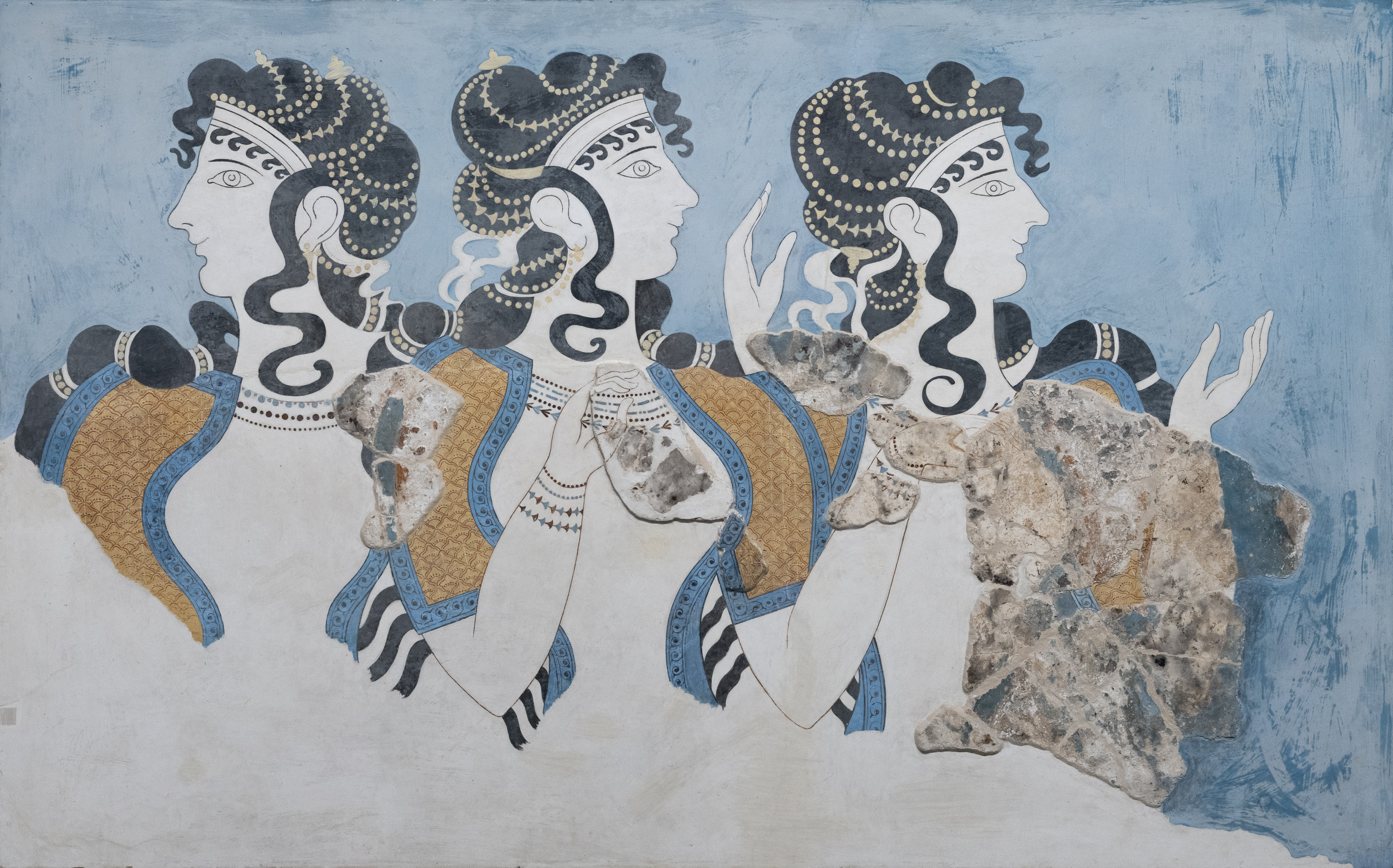
Fresque du palais de Cnossos (Les dames en bleu) représentant des femmes.

Les fresques murales ont une longue histoire en Crète, pour lesquels les Minoens étaient particulièrement doués et friands, et dont il reste de nombreuses traces aujourd'hui. Les murs des habitations du minoen moyen sont recouverts de fresques et peints en rouge ou en brun. Dans les vestiges des premiers palais de Cnossos et de Phaistos, on trouve quelques preuves permettant d'affirmer que les murs étaient décorés de motifs ornementaux sur plâtre. Mais ce n'est pas avant la période des seconds palais, vers 1700 av. J.-C., que les fresques murales deviennent assurément très communes, en particulier après 1550 av. J.-C.
À propos de la technique, il y a débat pour savoir si les fresques minoennes utilisent la technique de la vraie technique, ou de la buon fresco de la Renaissance, qui demande que la plupart des pigments soient des couleurs terre en suspension exclusivement dans l'eau, et qu'ils soient posés sur un enduit de chaux encore humide. L'étude de la pénétration des couleurs semble indiquer que cette technique fut parfois utilisée. On trouve également, en particulier pour des détails des fresques, la technique du fresco secco, technique consistant à appliquer des couleurs non-résistantes à la chaux par-dessus une sous-couche. La base des fresques est un enduit à la chaux. Les principales couleurs utilisées sont le noir (schiste carbonifère), le blanc (hydroxyde de calcium), le rouge (hématite), le jaune (ocre), le bleu (silicate de cuivre), le vert (bleu et jaune mélangé). Occasionnellement, les scènes peintes sont très légèrement en relief dans le but de créer un effet tridimensionnel.
La plupart des fresques qui nous sont parvenues proviennent de Cnossos ou de Théra. Quelques-unes proviennent d'Haghia Triada, Tylissos ou Amnisos. Très peu de fragments nous sont parvenus de Phaistos ou Malia. Les fresques qui nous sont parvenues sont toutes fragmentaires ou incomplètes, souvent parce que les murs qu'elles ornaient se sont effondrés. Beaucoup ont également été décolorées par le feu. Beaucoup ont ainsi été restaurées, avec plus ou moins de précision, et de nombreuses œuvres présentées sont davantage fondées sur la vision du restaurateur que de celle de l'artiste d'origine.
La grande majorité des fresques ont été réalisées plus ou moins entre 1550 et 1450 av. J.-C. Elles sont les premières représentations de style naturaliste d'Europe tout en incluant deux spécificités crétoises : la reproduction de formes naturelles d'une manière impressionniste et la capacité à occuper tout l'espace disponible. La plupart du temps, les fresques sont délimitées en bas et en haut par des motifs géométriques. Les sujets décrits peuvent être séparés en deux catégories : les scènes de nature et les scènes représentant la vie dans les palais. Ces dernières décrivent des processions, des cérémonies de cour et des fêtes religieuses. On trouve parmi ces fresques, les porteurs de vases et le prêtre-roi, dit « prince aux lys ». La fresque du prêtre-roi est extrêmement fragmentaire, la tête étant complètement manquante, à tel point que Higgins et aujourd'hui la majorité de la communauté scientifique pensent que les différents fragments pourraient provenir de trois personnages différents. Les scènes représentant des acrobates, hommes ou femmes, sautant par-dessus un taureau, appelées par Arthur Evans « taurokathapsies », sont populaires.

La pièce aux lys et aux hirondelles, à Akrotiri.
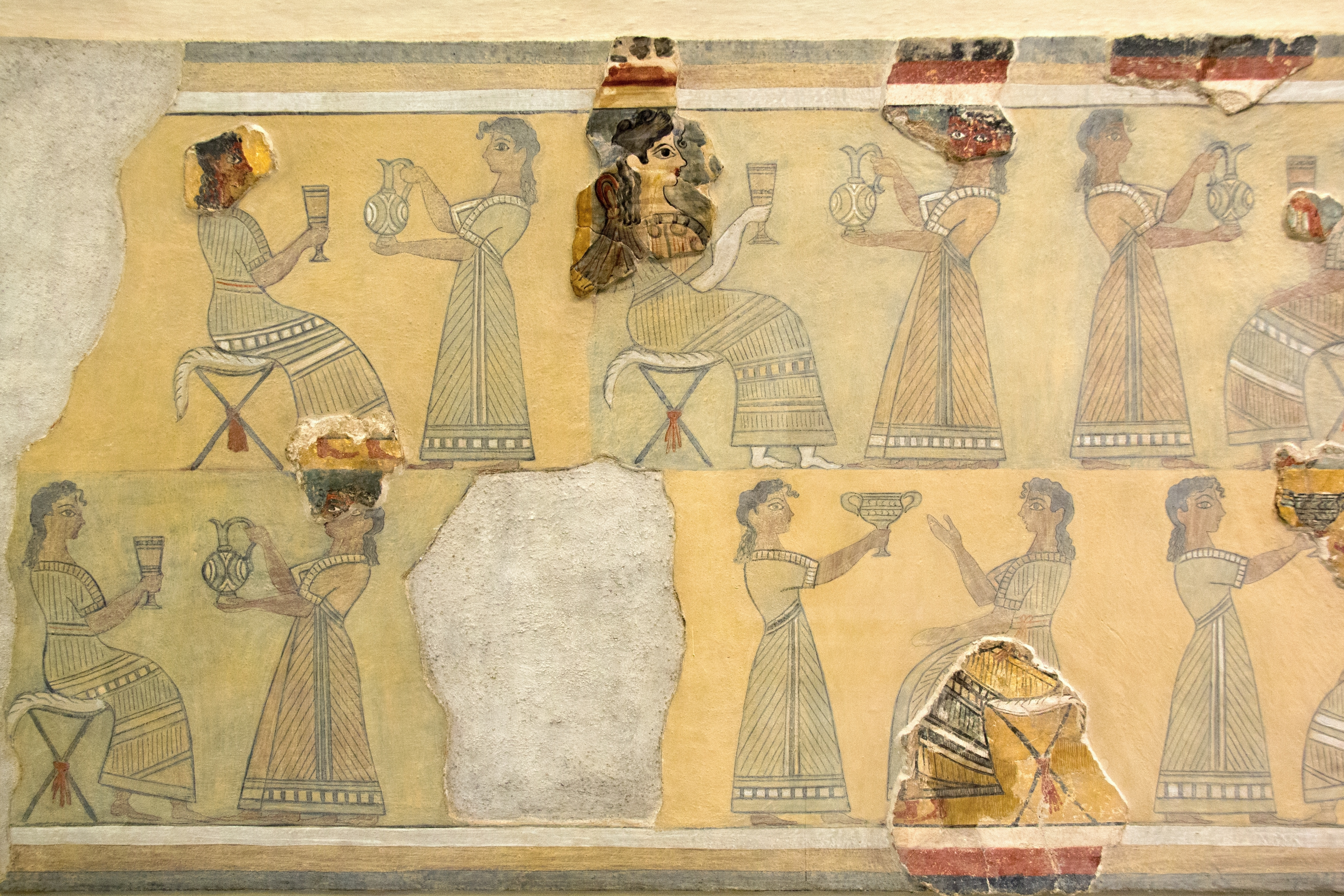
Fresque du banquet ou des libations, dite « des tabourets ».
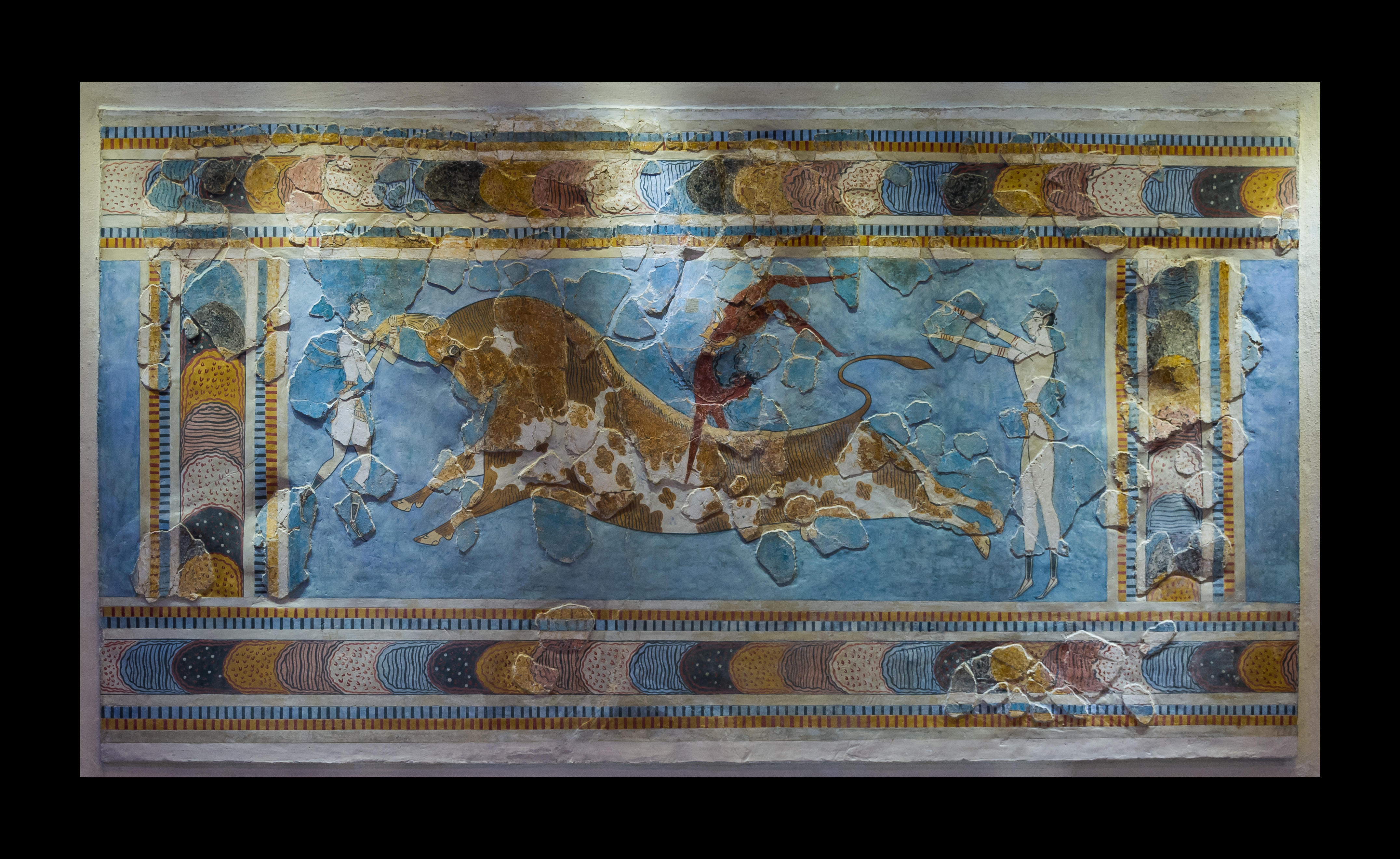
Les « jeux taurins ».
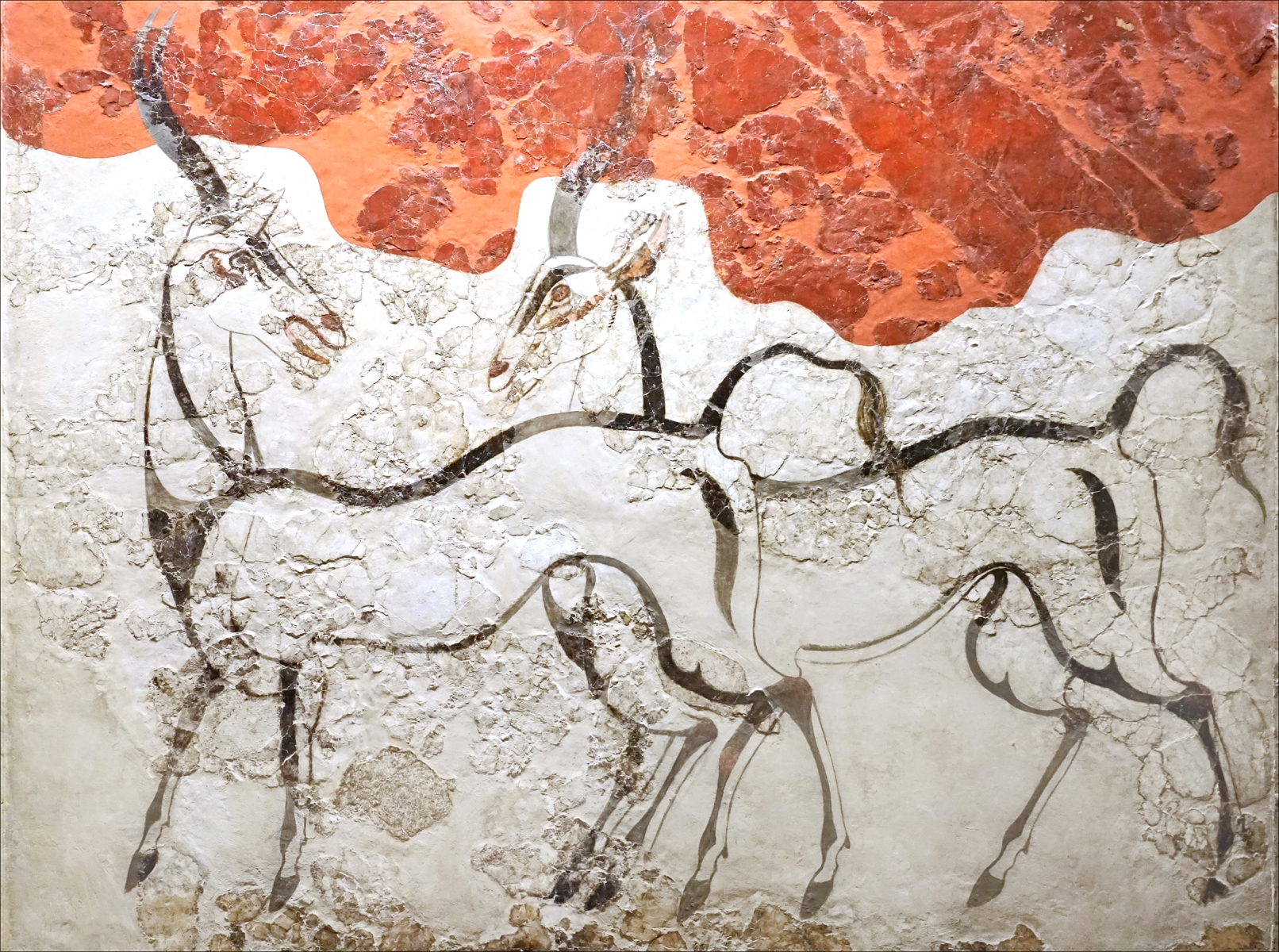
Les impalas (on ignore si ces antilopes ont été introduites depuis l'Afrique ou simplement représentées ici.)
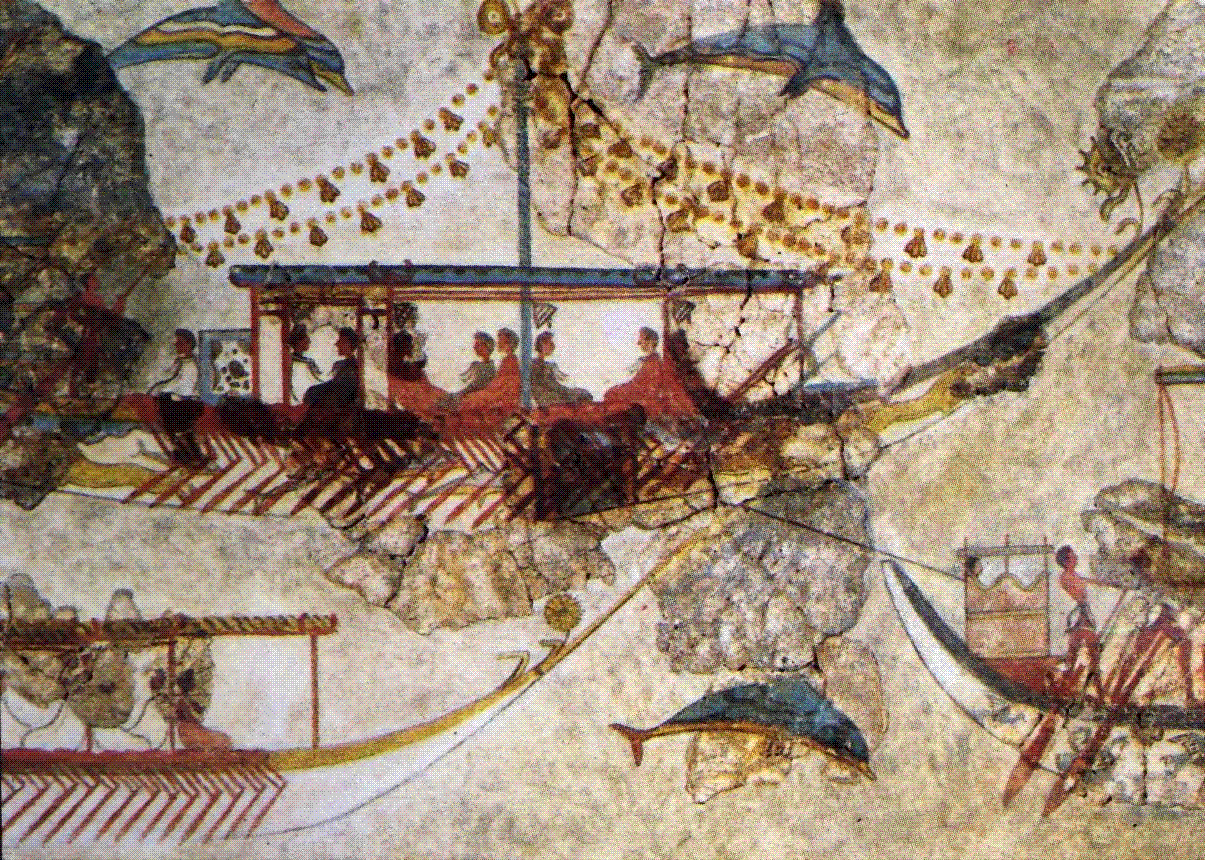
Trois navires transportant des passagers.
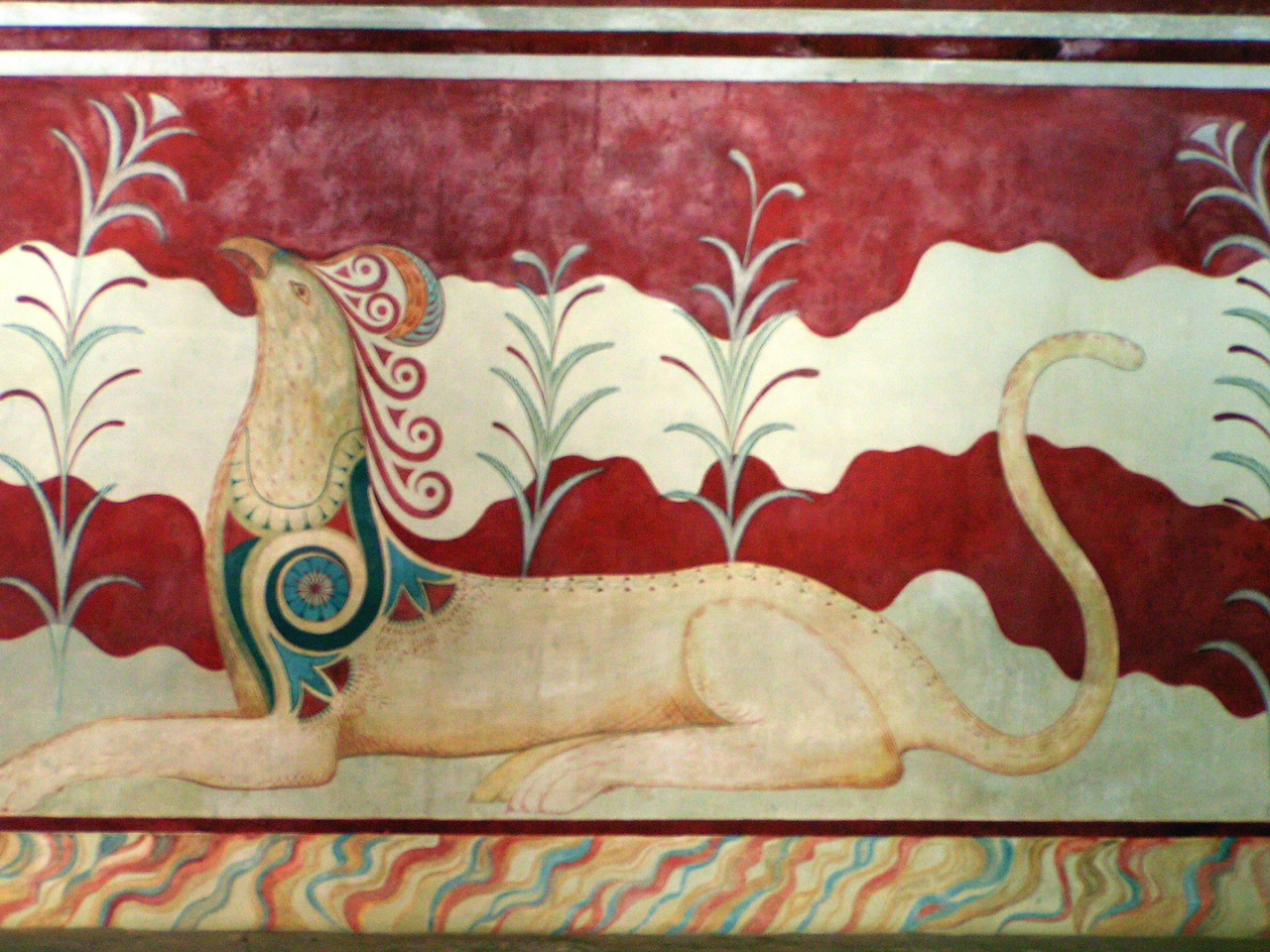
Griffon de la « salle du trône » de Knossos.
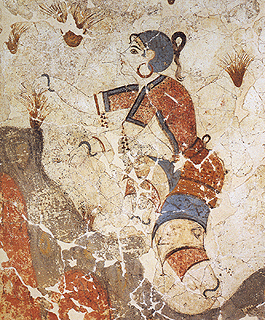
Une « cueilleuse de safran ».
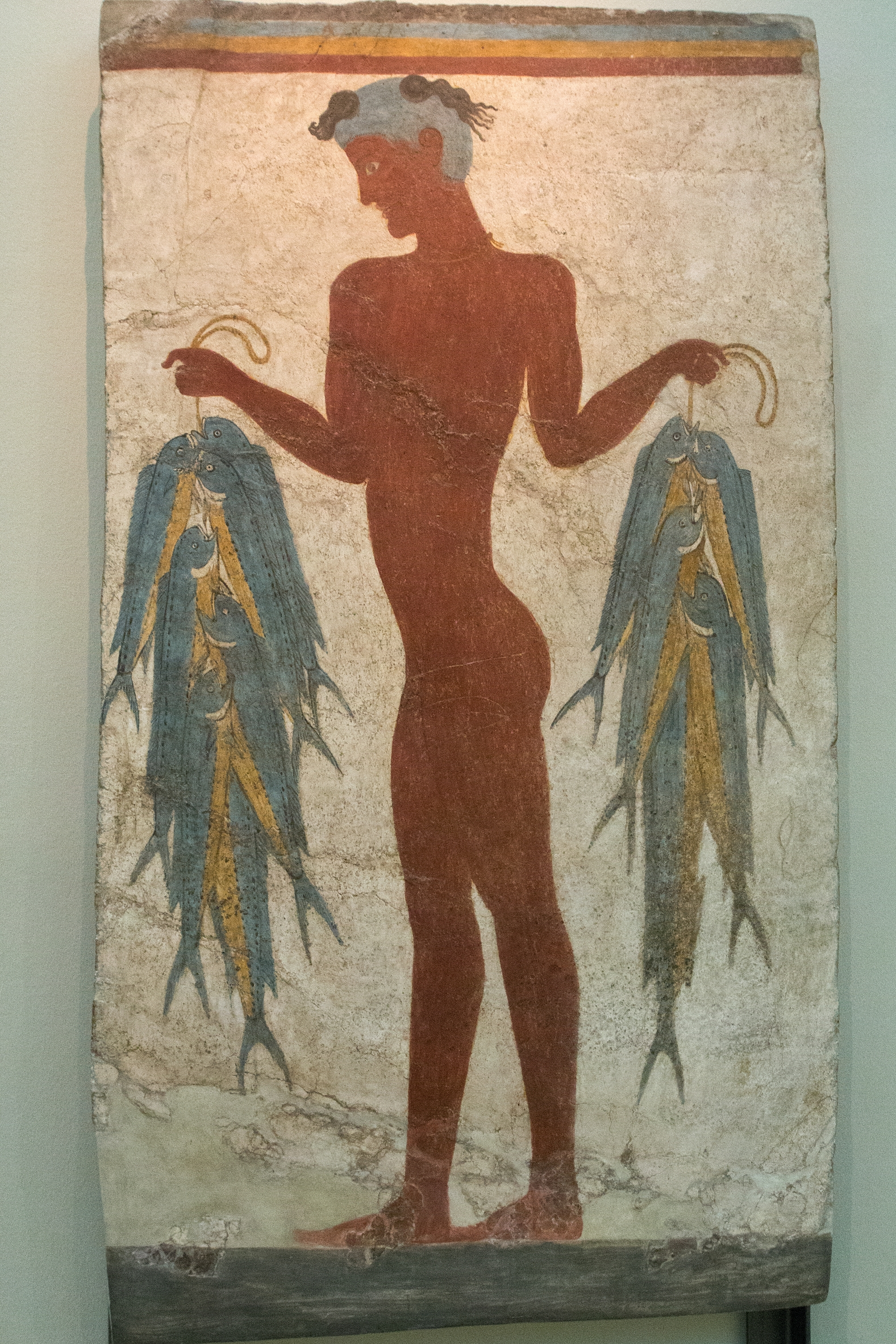
Le pêcheur aux coryphènes d'Akrotiri.

### Céramique
- Céramique crétoise (en)

#### Au Néolithique
La céramique du Néolithique ancien I à Knossos, était assez avancée tant en ce qui concerne les techniques de fabrication que la décoration (pointillés et motifs gravés). Elle était faite à la main, non tournée, et cuite sur des feux ouverts. La forme la plus commune est un bol ouvert simple. Au Néolithique ancien, les vases sont grossiers et sans décor ; au Néolithique moyen, ils sont polis et décorés de motifs incisés, habituellement des chevrons, des stries, des zigzags et des points, remplis de pâte blanche, résultant d’une cuisson inégale. L’argile utilisée pouvait varier du rouge au noir et n’était pas vernie, malgré un certain polissage, rendu par le frottement de la surface du vase après la cuisson. Les formes étaient plutôt évasées, les parois sphériques ou en forme de quille et le fond plat. Au Néolithique ancien II, les motifs gravés deviennent plus nombreux : lignes droites ou brisées, chevrons, triangles et losanges.
De nouvelles formes apparaissent au Néolithique moyen à Knossos et Katsambas, comme des louches et un étrange récipient à deux anses et à ouverture rectangulaire (peut-être un réchaud ?). La décoration de ces nouvelles formes était surtout gravée, mais on trouve aussi des poteries unies et polies. Au Néolithique récent on distingue deux types de décoration sur les poteries :
- Le style entriptos (poli en grec) ;
- Le style stolidotos (plissé).

La décoration se faisait point par point, par plis, par polissage et par brossage. Les motifs gravés se font rares. Les formes les plus courantes sont les écuelles évasées, les récipients en forme de quille ou de coupe, les pyxides et les pots sphériques à long col.
Quatre ensembles de céramique, portant le nom des sites où ils ont été découverts, ont été répertoriés :
- Les coupes sphériques de Knossos et Kounacospilio Chanion ;
- Les poteries grossières plissées ou gravées de Mangasas Sitias ;
- Les poteries à surface polie de Trapeza Lassithiou ;
- Les poteries peintes en rouge de Phaistos.

Les deux derniers groupes subsistent dans la période suivante.

#### Céramique prépalatiale

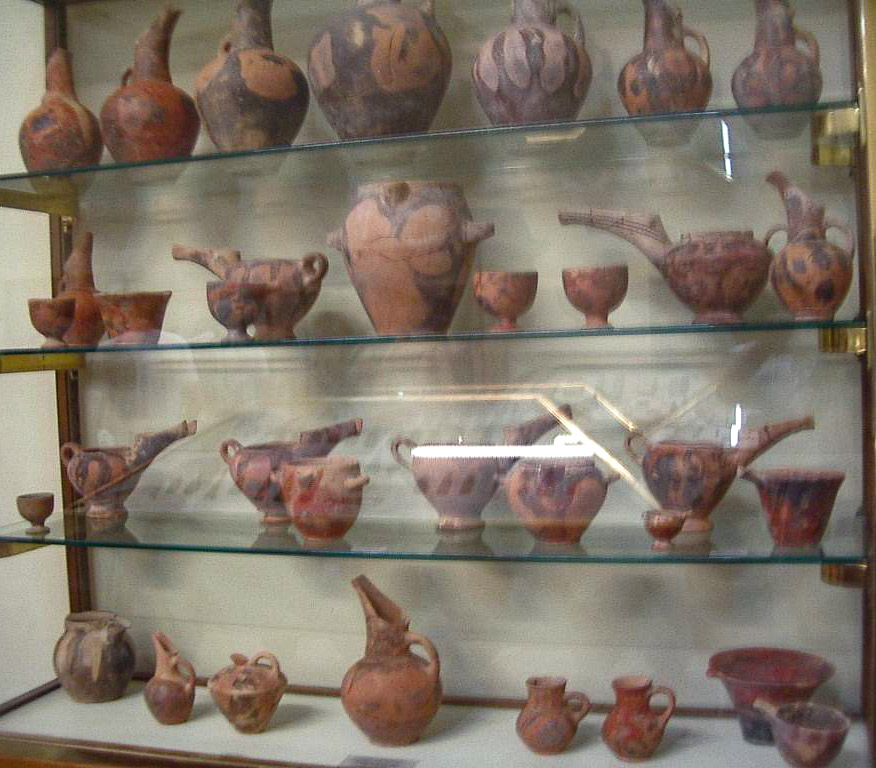
Exemples de poteries prépalatiales, en particulier de style Vassiliki, Musée d'Héraklion.

À l’époque prépalatiale, la céramique est le principal domaine dans lequel on a remarqué une évolution technologique. De nouveaux styles de céramique apparaissent au Minoen ancien I :
- Le style de Pyrgos, avec des poteries noires ou fumées, couleur de cendre, et des formes linéaires polies, prolongement de la tradition néolithique[13],[71]. Les formes principales étaient les grands verres à double cônes, les coupes, les poteries doubles ou triples, les poteries sphériques suspendues avec couvercle, les petites aiguières et les verres coniques. À la place d’un décor peint, on trouve un « polissage à motifs »[13] : avec cette technique en frottant certaines parties de la surface avec l’outil de polissage, on obtient divers motifs ornementaux tels que bandes, demi-cercles, zigzags et autres.
- Avec le style d’Agios Onouphrios, la poterie peinte apparaît au Minoen Ancien I[71] avec des poteries décorées de motifs et nouvelles formes. La décoration comportait des motifs verticaux vers la base du vase sur un fond brun foncé ou brun rouge sur un enduit poli de couleur claire[72]. Les formes principales étaient les aiguières, les amphores, les pyxides et les vases compartimentés, simples ou plus complexes.
- Le style de Lévina, inverse du précédent avec une décoration de couleur blanche sur une surface marron ou brun clair et des motifs linéaires. La plupart des céramiques proviennent de tombes. Dans tous les styles, on rencontre des poteries plastiques imitant la forme de différents animaux, des oiseaux, des objets, etc.

Ces différents styles se développent et s’améliorent au cours du Minoen ancien II<. Mais ce sont de nouveaux styles qui dominent :
- Le style de Koumasa, qui était une évolution du style d’Agios Onouphrios, avec des formes plus complexes et plus excentriques et des motifs décoratifs plus organisés en systèmes de lignes, droites, triangles renversés, losanges, motifs en forme de papillons, etc. ;
- Le style des fines poteries cendrées comportant des motifs géométriques gravés (triangles, demi-cercles) sur une surface polie.

À la fin du Minoen ancien II, le style le plus typique était celui de Vassiliki, un des styles les plus impressionnants de la céramique minoenne tant autant de la technique que du résultat décoratif. Les poteries prennent des formes audacieuses : aiguières à embouchure en forme de bec d’oiseau, théières à longue embouchure, pots à lait, coupes semi-cylindriques. Leur surface était recouverte d’un épais vernis, lequel sous l’effet oxydant du feu inégal de cuisson, présentait des taches de différentes formes. À la fin de cette période, on utilisa également de la couleur blanche, mais cela s’imposa surtout lors de la phase suivante.
Au Minoen ancien III et Minoen moyen I, de nouveaux styles s’inspirant des styles plus anciens apparaissent. Le style le plus typique de cette époque était le lefkos (blanc), une évolution du style de Vassiliki. La surface des poteries est noire et polie, les motifs décoratifs d’une couleur ocre blanche : lignes courbes, guirlandes, tentacules de poulpes, rosaces, spirales. Les formes traditionnelles sont les aiguières, les théières et les coupes. Initialement, le style blanc fut considéré comme concernant uniquement la Crète orientale, mais il a été prouvé qu’il existait également dans d’autres régions. À la fin de cette période apparaît le style multicolore précoce, qui présage du futur style de Kamáres. Les motifs, bien qu’encore simples, ne sont plus exclusivement rectilignes : la spirale, qui allait devenir plus tard le thème principal de la décoration minoenne est maintenant introduite dans le répertoire des motifs peints. Une théorie encore incertaine rapproche l’usage de la spirale en Crète à une influence de la « Bandkeramik » des régions du Danube. Il semble cependant plus probable que le décor en spirale était dû à une influence orientale, et plus particulièrement aux techniques de la bijouterie orientale, où l’utilisation décorative de la spirale sous forme de fil d’or enroulé apparaît à une époque très ancienne. Apparaît alors une troisième couleur : le rouge ou l’orangé. Les formes principales étaient les théières et les verres à pied. Apparaît dans le même temps le style Trachotos (rugueux, raboteux), présentant une surface rappelant certains coquillages. C’est à cette époque que le tour de potier et le four à céramique se répandirent.

#### Céramique protopalatiale

##### Style à aspérités
La construction des premiers palais alla de pair avec une avancée en matière de céramiques. Vers –1900, eut lieu une grande révolution dans la technologie de la céramique : l’usage du tour rapide, qui permit de réaliser des poteries fines et bien finies, qui remplacèrent celles faites à la main. L’argile des petites poteries est ainsi plus pure, les motifs plus complexes et plus dynamiques. Le début de la période (–2000 à –1850) est dominé par le style « à aspérités » ou « barbotine »,. Ce style est caractérisé par des excroissances décoratives appliquées à la surface du vase quand l’argile était encore humide, ceci créant ainsi un effet tridimensionnel. Cette technique est souvent combinée avec un décor polychrome peint. Ce style populaire dans le sud de la Crète et le principal centre de production était semble-t-il Phaistos.

##### Style de Kamáres
La période protopalatiale est l’apogée du style polychrome de Kamáres.
L’évolution de la céramique de Kamáres se divise en quatre phases, de 2000 à 1600 av. J.-C., une à chaque siècle approximativement :
- la céramique prékamaréenne, qui appartient à la fin du prépalatial ;
- la céramique kamaréenne précoce (MMIb, MMIIa) ;
- la céramique kamaréenne classique (MMIIb, MMIIIa) ;
- la céramique postkamaréenne, qui date du début de la période néopalatiale.

Le nom de Kamáres est tiré de la grotte située sur le Mont Ida, près du village actuel du même nom, où l’on découvrit pour la première fois des vases de ce style. Les vases de la grotte de Kamáres, ayant sans doute contenu des liquides et de la nourriture, offrandes pour la divinité de la grotte. Ces vases proviendraient de Phaistos, où de nombreux vases de style ont été découverts lors des fouilles effectuées par Doro Levi. Les plus grosses quantités de poteries kamaréennes proviennent de Phaistos et Knossos, où la plupart ont été découvertes. On en a également retrouvé dans des sanctuaires (grotte du mont Dikté, grotte de l’Ida), des ports (Kommos, Poros) et dans des nécropoles. Les poteries de Knossos et de Phaistos sont exportées dans toute la Crète ainsi qu’à l’extérieur. D’autres ateliers, plus modestes fonctionnaient à Malia, Gournia et Vassiliki. L’apogée de ce style est observé vers 1800–1700 av. J.-C. Vers 1700–1650 av. J.-C., la production de céramique se stabilisa, puis la polychromie se mit à décliner, et des éléments naturalistes vinrent s’ajouter, annonçant les nouveaux styles de la période néopalatiale.
Vassilakis qualifie le style de Kamáres comme étant parmi les styles les plus décoratifs dans l’histoire mondiale de la peinture sur céramique. Ses principales caractéristiques sont la polychromie, les thèmes végétaux ou animaux, les thèmes décoratifs complexes. La surface des poteries est recouverte d’un vernis brillant, sombre ou noir, qui constitue le support de la décoration. Celle-ci associe l’ocre blanc et plusieurs nuances de rouge, qui peuvent varier du rouge cerise à l’indien. Plus rarement on trouve du violet, de l’orange, du jaune, du marron et du bleu. Les ornements sont des lignes courbes, ondulées, alternées, enchevêtrées et souples, ce qui crée un résultat polychrome. On trouve des formes en bas-relief ou en relief de plantes ou d’animaux, peintes de plusieurs couleurs. L’agencement des formes se fait par torsion, par un mouvement fluide ou dirigé, par l’alternance dans la direction. Le nombre de motifs décoratifs figurant sur les poteries kamaréennes est considérable.
Les formes les plus populaires des céramiques kamaréennes sont les coupes dans de nombreuses variantes : sans anse, à une anse avec des poignées striées verticalement, sphériques, à parois droites, en forme de quille, à bord ondulé, etc. D’autres formes évasées fréquentes sont les verres, les tasses, les écuelles, les bassins, les coupes à fruit. Parmi les poteries fermées, les plus populaires sont les nombreuses variantes d’aiguières, les tasses profondes à panse sphérique, les petites jarres, les rhytons, les amphores, les coupes, passoires, outres, et poteries en forme d’animaux.

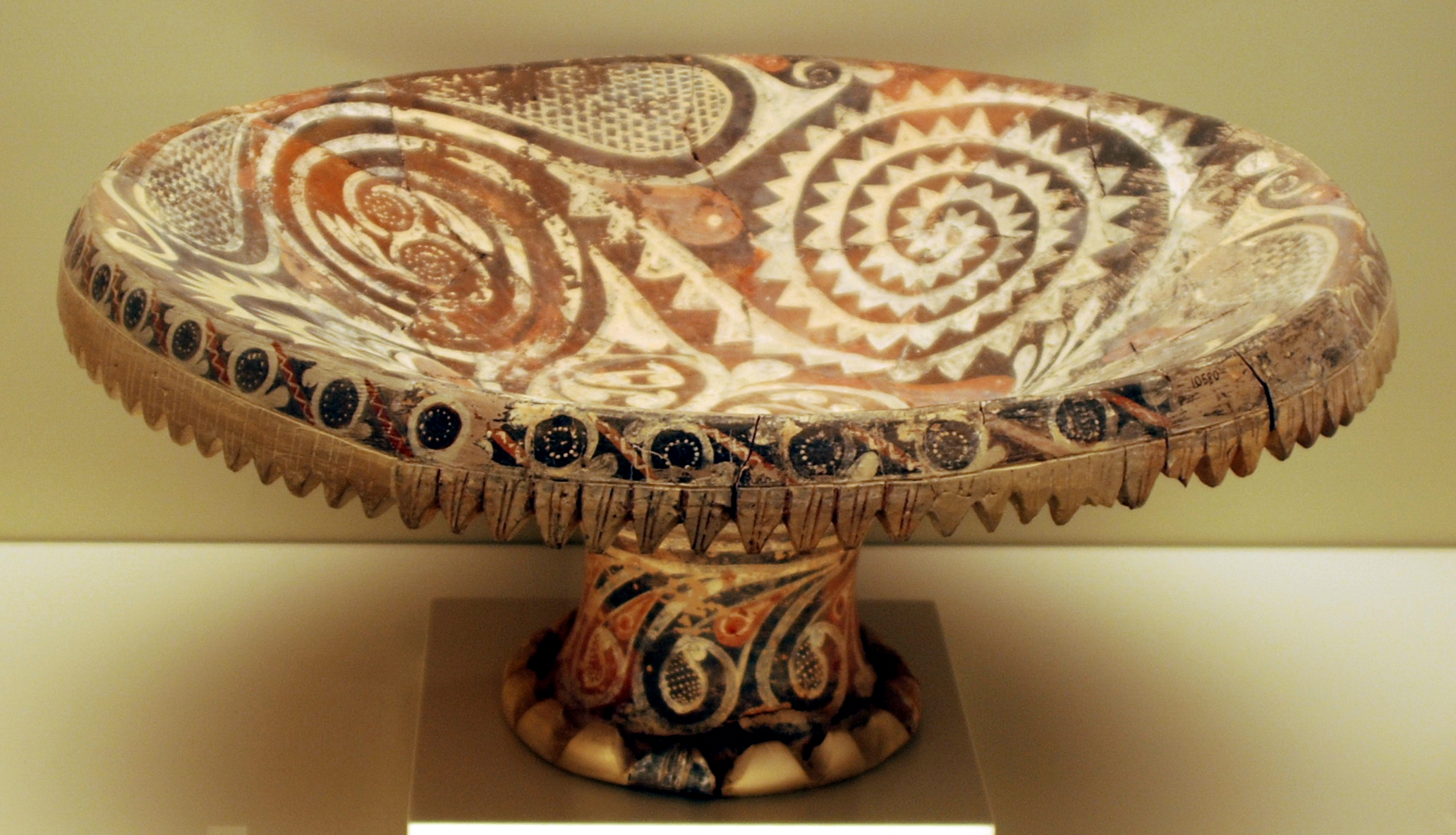
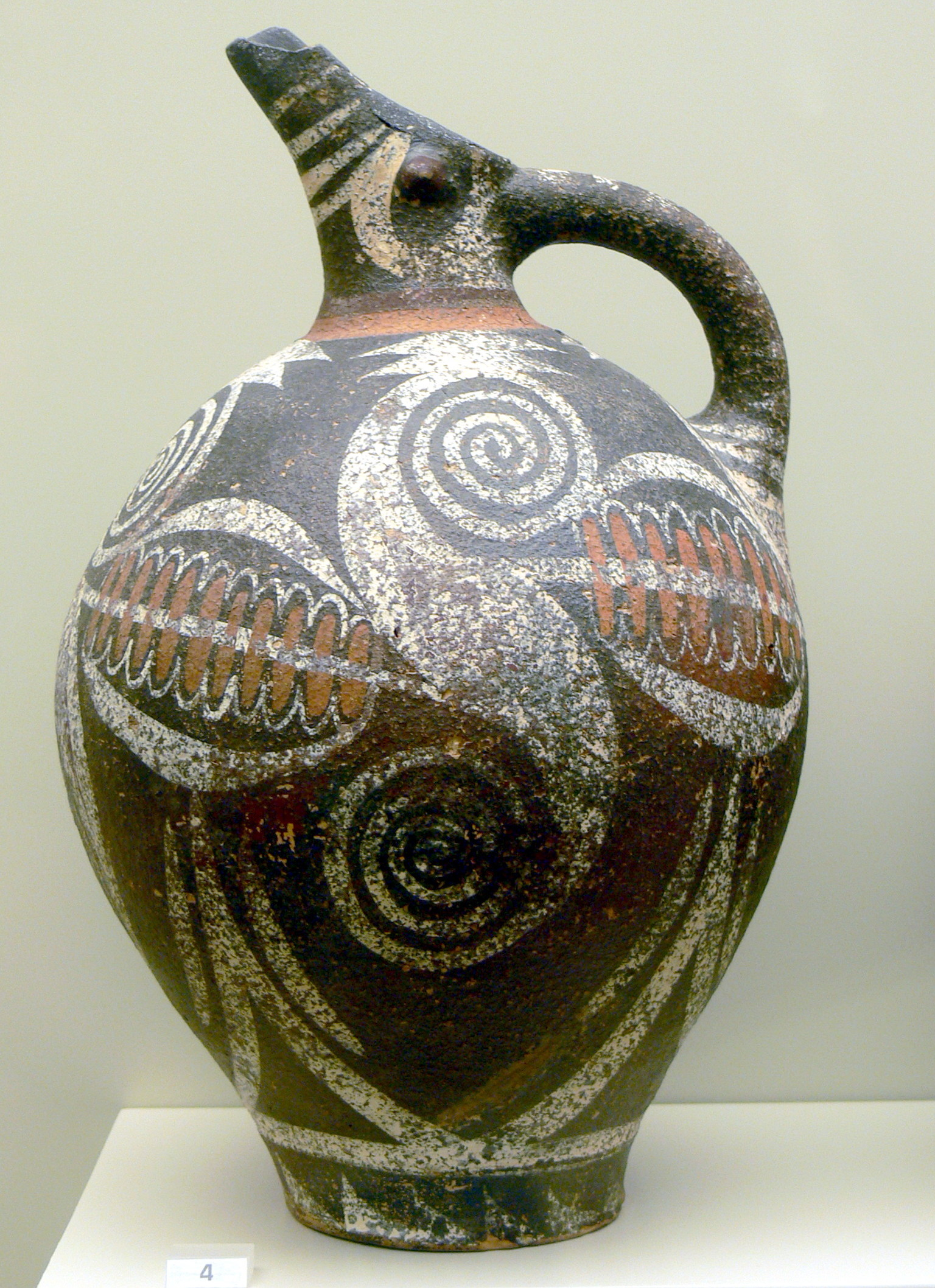
Style
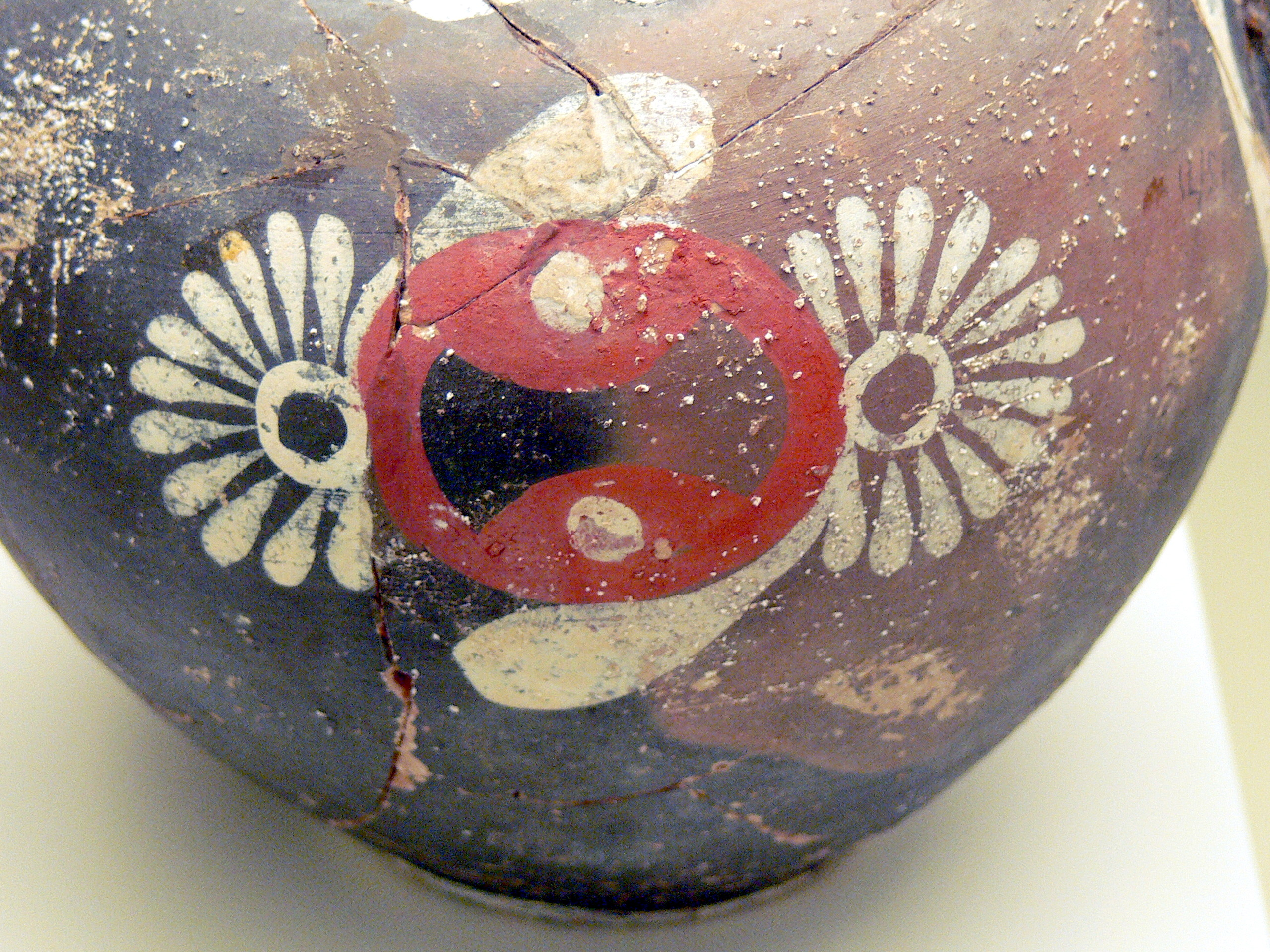
de
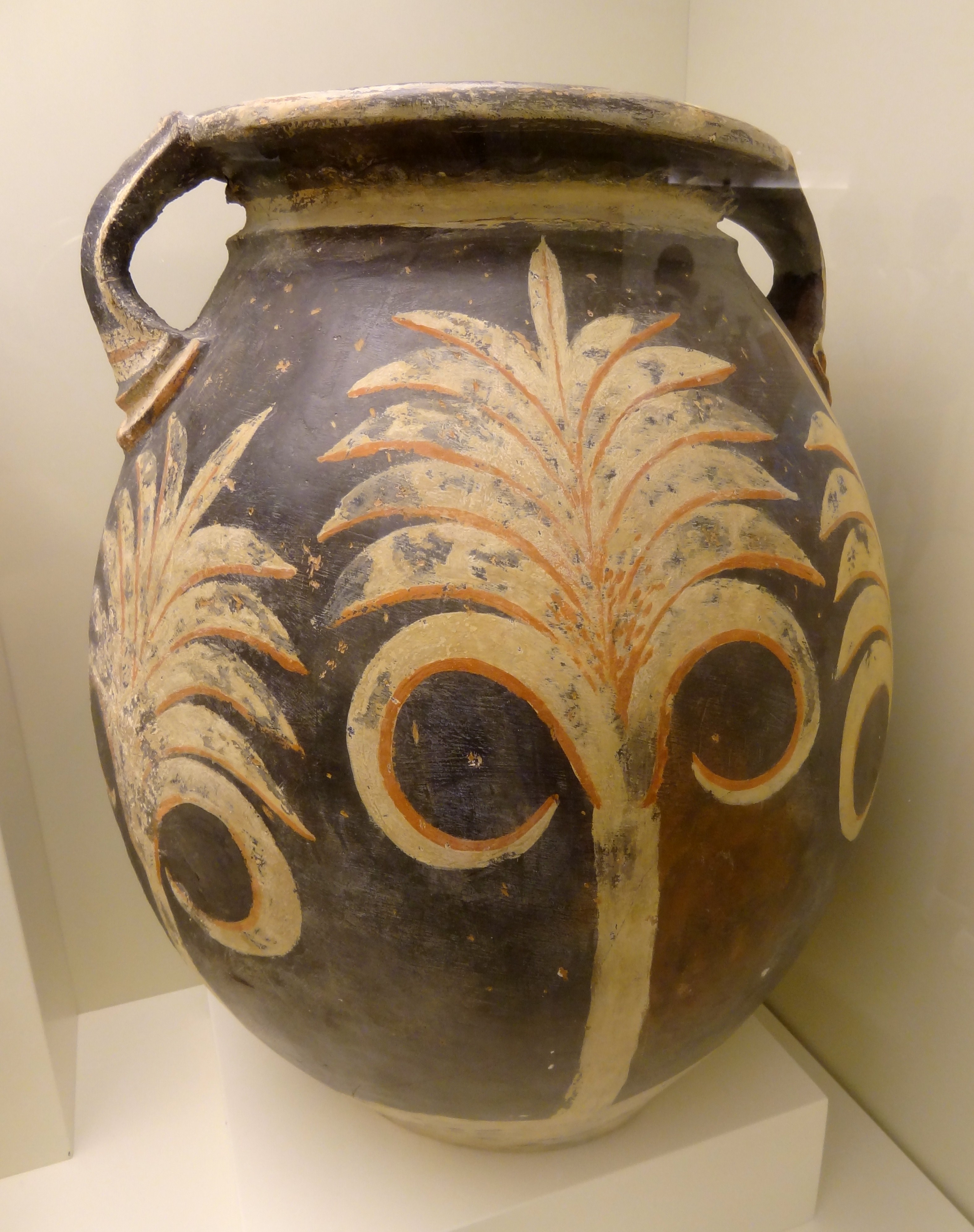
Kamáres

#### Céramique néo-palatiale
La céramique minoenne atteint un nouvel apogée sur l’ère des nouveaux palais. Un développement rapide de la céramique fait s’enchaîner différents styles au cours de cette période. Au début de la période, les styles de la période proto-palatiale survivent mais perdent de leur vivacité. Le style de Kamáres disparaît, persiste la technique du clair sur foncé, avec la dominance du blanc ou rouge sur fond noir. Les motifs habituels que sont les spirales de couleur blanche, bandeaux et pointillés, sont parfois combinés à un décor en relief. Les formes des vases s’allongent, les pithoi sont décorés de cordes ondulées et de médaillons ronds en relief ou imprimés. À côté des formes céramiques adoptées du passé, de nouvelles formes sont créées, la plus caractéristique étant la cruche à étrier ou amphore à faux col, avec une vraie ouverture, et une autre fermée, et deux petites anses.
L’utilisation de la couleur blanche se limite de plus en plus à des motifs secondaires, pour être remplacée plus tard par le foncé sur clair, avec des dessins foncés sur jaune clair. La couleur de la peinture varie du brun au rouge foncé, selon la température de la cuisson. On continue à utiliser les spirales, mais dans des rôles mineurs et confinées sur des parties secondaires du vase.

##### Style plissé (ou carapace de tortue)
C’est le premier style de céramique apparu à cette période. La surface fortement polie des poteries est décorée de motifs ondulés, qui rappellent les plis d’une carapace de tortue. Les formes les plus fréquentes dans ce nouveau style sont les coupes, les amphores, les poteries à embouchure excentrée, les skyphos et les aiguières. Alors que sur les petites poteries, la décoration occupe la plus grande partie des parois, celle-ci n’apparaît que sur des bandes horizontales sur les plus grandes poteries.

##### Style floral
Le thème floral était déjà présent lors des périodes précédentes. Au néopalatial, les formes les plus courantes sont le lierre, le crocus, le rameau d’olivier, les bandes de feuilles, les spirales de feuilles, les roseaux, les papyrus et le lys.

##### Style marin
Les principaux motifs sont les argonautes, les tritons, les poulpes, les nautiles, les seiches, les étoiles de mer, les algues, les coraux et les éponges. Souvent, un ou deux de ces éléments sont représentés en grande taille, entourés par d’autres éléments de plus petite taille. Les chercheurs ont identifié des sous-groupes de poteries qu’ils attribuent à des peintres précis ou des ateliers de poteries tel que le « maître du style marin », le « peintre des poulpes » et l’« atelier des poulpes ».

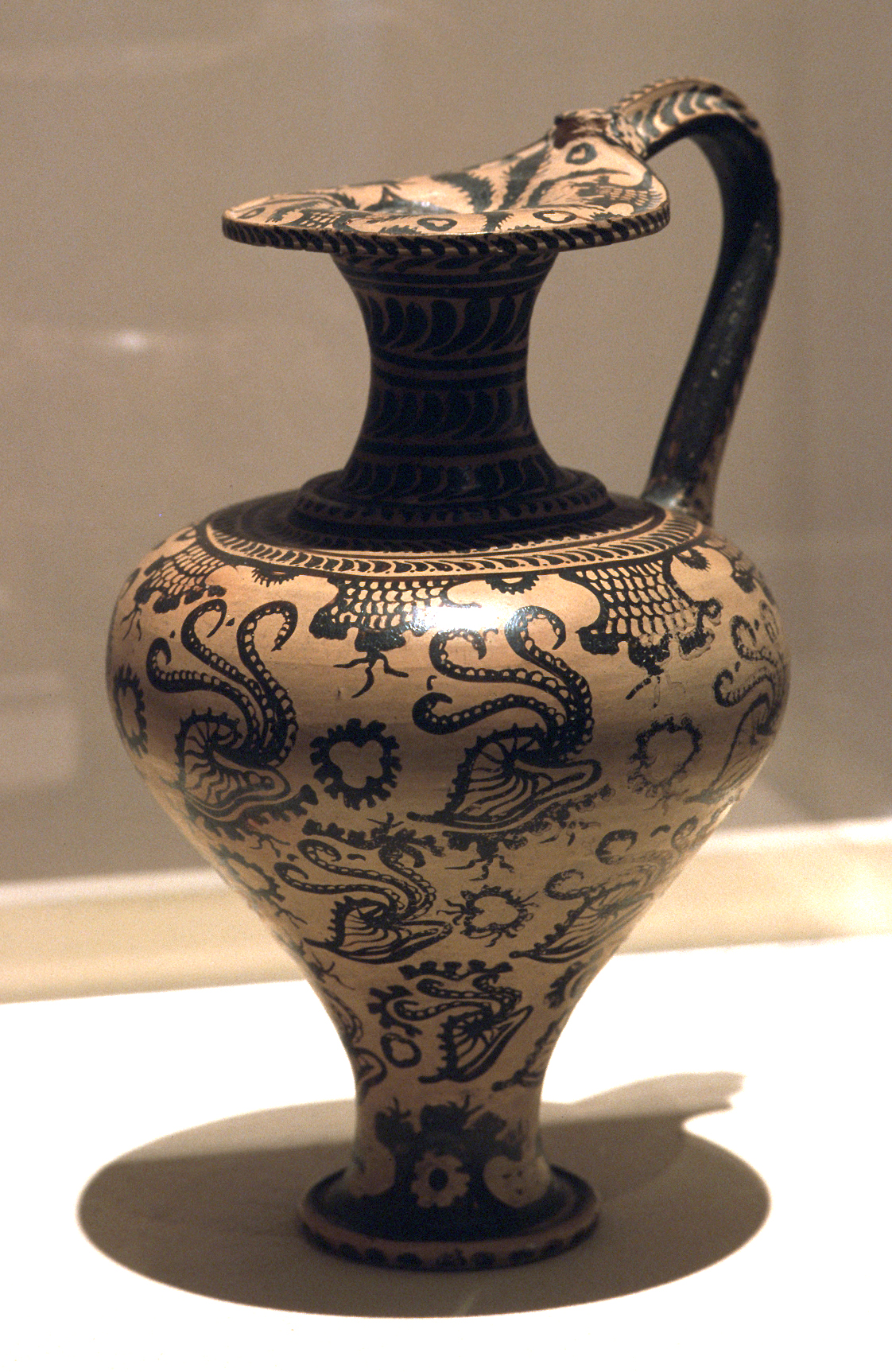
Vases minoens de « style
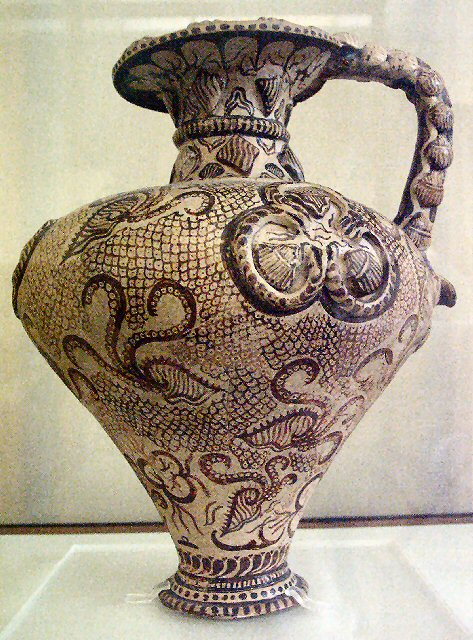
marin » aux Argonautes

##### Style abstrait et géométrique
Ce style utilise des éléments religieux, des formes géométriques, des imitations d’objets en pierre ou en métal ainsi que d’autres motifs. Pour certaines poteries, le classement n’est pas facile compte tenu de l’abondance de nombreux éléments pouvant appartenir à d’autres styles.

##### Style alternatif

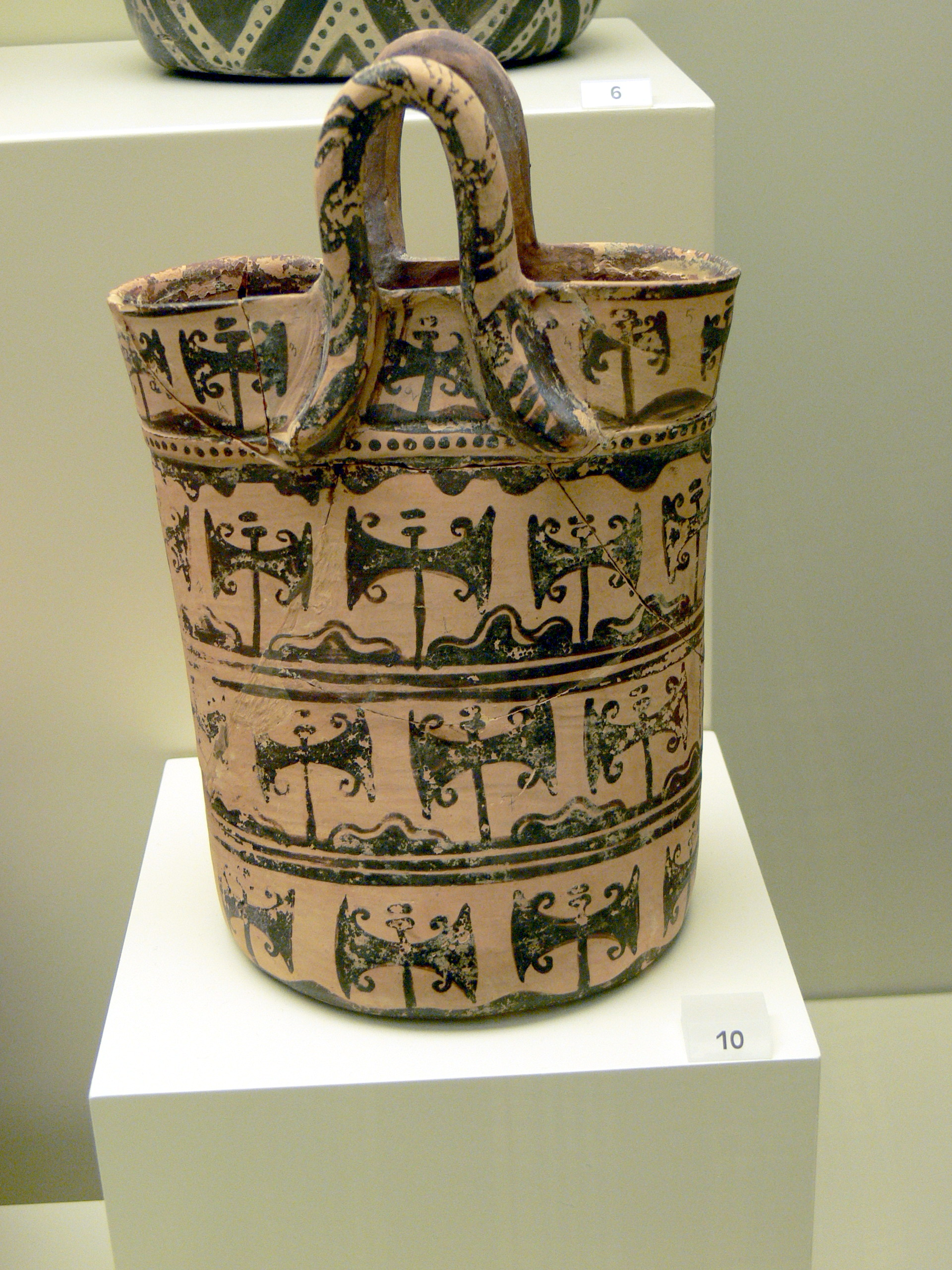
Style alternatif.

Le style alternatif est un style mixte, puisqu’il utilise les motifs décoratifs d’autres styles. La décoration consiste en une alternance rigoureuse d’éléments isolés sur le fond de la poterie. Les thèmes sont le cœur, l’anémone de mer, les ornements rocheux irréguliers, les boucliers bilobés, les doubles haches, le nœud sacré, les têtes de bœuf et autres. La forme de poterie la plus populaire est la coupe hémisphérique à bord extérieur recourbé. Ce style a un caractère plus systématique et annonce la rigidité et le côté stéréotypé des styles de la période suivante.
Les principaux ateliers de l’époque se trouvaient à Knossos, Phaistos, et Kydonia. Le style se répandit dans le sud de la Mer Égée, où il connaît un certain apogée

#### Céramique post-palatiale

##### Style palatial

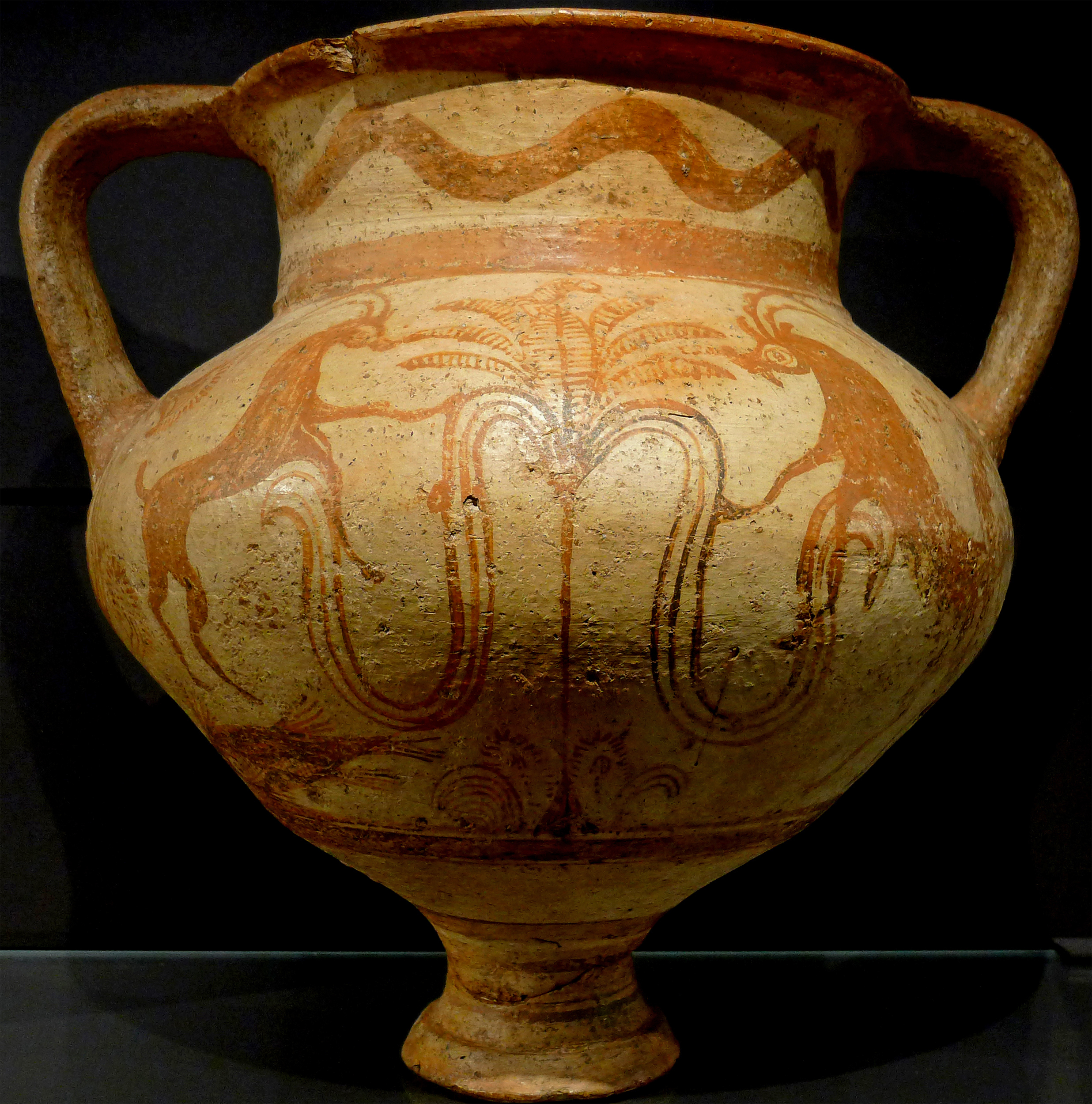
Cratère aux bouquetins, vers 1400-1200 av. J.-C. (Minoen récent IIIa / IIIb) (Musée du Louvre, CA883).

Au cours de la période post palatiale, la céramique et la peinture sur céramique présentent de nombreux éléments helladiques. Une tendance à l’austérité amène à une codification des éléments floraux et marins, ce qui rend certains motifs initiaux difficiles à reconnaître. Cela est manifeste dans le style palatial, style qualifié de créto-mycénien par Vassilakis. Le fait que ce style soit apparu à Knossos juste après la destruction du palais, et qu’il comporte des éléments helladiques plaide en faveur du fait qu’il ait une connexion directe avec le continent. Le style du palais se répandit ensuite dans toute la Crète.
Les formes les plus représentatives sont les amphores à trois anses, les alabastres en forme de pain, skyphos à poignée horizontale. On distingue trois phases dans la céramique post-palatiale :
- Minoen récent IIIa2 ;
- Minoen récent IIIb ;
- Minoen récent IIIc.

Dans la première et deuxième phase, de nouvelles formes font leur apparition, dont certaines sont considérées comme ayant une provenance mycénienne, comme les amphores à fausse embouchure, les cratères, les jarres-amphores en forme de poire, les rhytons, les gourdes sphériques, les kylix, les skyphos. Les motifs décoratifs sont stéréotypés, abstraits, invariablement répétés et dessinés en zones. Par les motifs les plus courants on trouve les poulpes et les oiseaux, les sigmoïdes, les losanges, les lignes ondulées ou brisées, les fleurs, les arcs concentriques, les spirales. On trouve parfois des représentations de scènes.
Dans la troisième phase, on distingue deux styles de peinture sur céramique : le style sobre et le style dense. Le style sobre se caractérise par une utilisation limitée d’éléments linéaires, placé sur un fond libre. Les vases sont peints de manière assez rudimentaire. Le style dense utilise des compositions mettant en scène de nombreux dessins et motifs décoratifs. Les motifs sont lourds, compacts et associés à de nombreuses et fines lignes et des triangles dessinés de manière très serrée. Durant cette période subminoenne, la céramique perdit une part de sa qualité. Certains échantillons de valeur proviennent de Karfi. Mais la plupart ne sont pas bien cuits et leur base s’écaille facilement.

### Art de la pierre

#### Glyptique

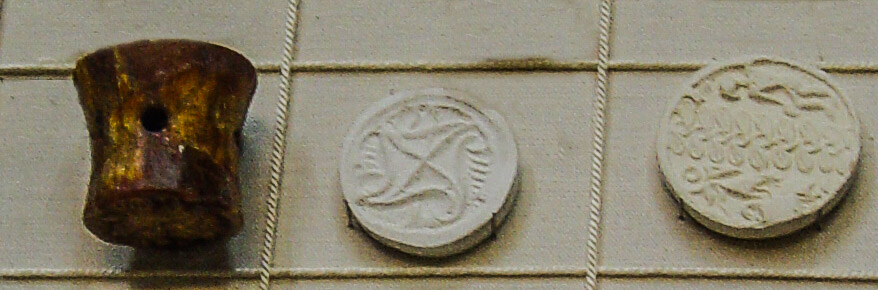
Sceau de la période prépalatiale
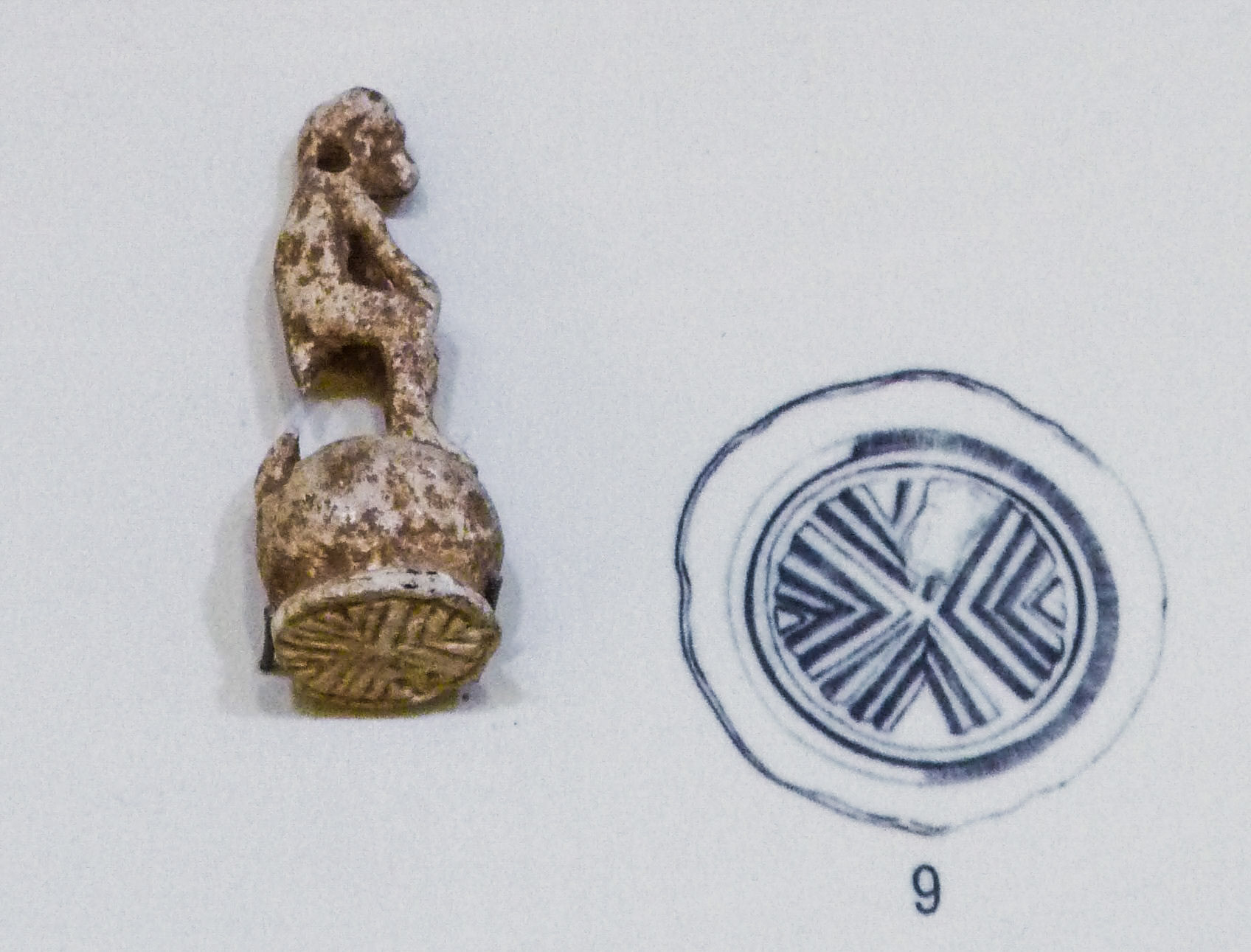
Sceau minoen
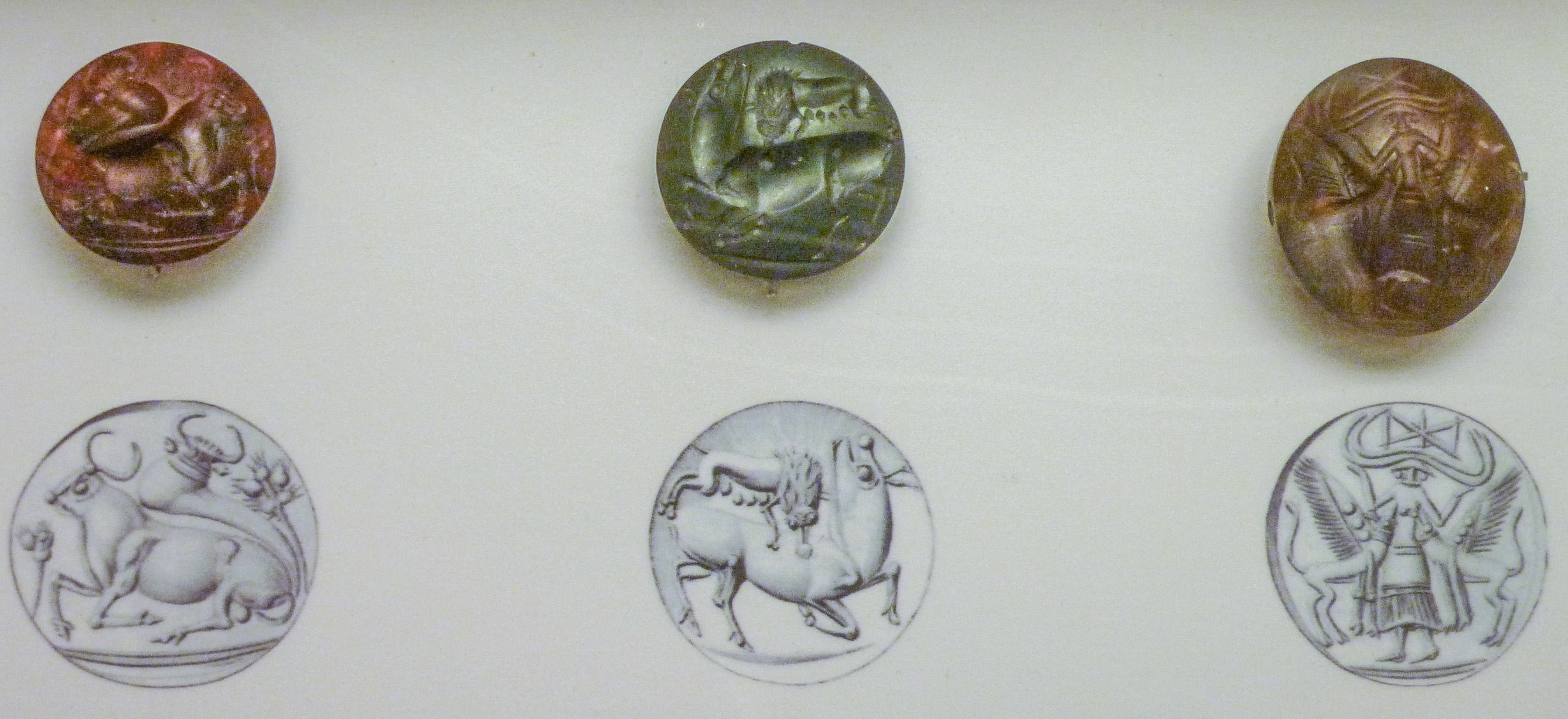
Différents sceaux provenant de Knossos, de la période néopalatiale (1450 av. J.-C. environ)

L'usage des sceaux en Crète provient probablement de Babylone ou d'Égypte, pour leur praticité dans l'identification ou la sécurisation de documents et également leur usage d'amulettes. Mais l'usage utilitaire des sceaux évolua vers un art de la taille de pierres. Le sceau, représentant essentiellement un signe, mena à ce qui peut être considéré comme une certaine forme d'écriture. Parmi les biens retrouvés dans les tombes minoennes, figurent souvent des sceaux, ce qui montre l'idée d'identification personnelle attachée à ces sceaux.
Les premiers sceaux sont bien antérieurs aux premiers palais et datent du milieu du IIIe millénaire av. J.-C., au cours de la seconde phase du pré-palatial. Ils sont faits de matériaux tendres comme l'os, l'ivoire, la serpentine ou stéatite, importés de Syrie ou d'Égypte, sont de grandes tailles et ont presque tous été retrouvés dans des tombes de la plaine de la Messará. Les formes habituelles sont des anneaux, des sceaux-cachets, des sceaux-boutons, des cônes, des prismes et plus rarement des cylindres. Parfois ils ont la forme de créatures vivantes telles que singes, lions, taureaux ou oiseaux. La surface plate peut être incisée avec des lignes, des croix, des étoiles ou des motifs en S ou en spirale, mais aussi bien avec des représentations d'animaux ou d'êtres humains. Les symboles hiéroglyphiques que l'on trouve sur les sceaux à la fin du pré-palatial et par la suite semblent prouver qu'une forme d'écriture était déjà connue.
L'art du lapidaire se développe à la période proto-palatiale, et les avancées techniques permettent de ciseler des matières plus dures et semi-précieuses comme la cornaline, l'agate, le cristal de roche, la jade, la calcédoine ou l'hématite. Sur des pierres de très petites dimensions, les graveurs sculptent des formes minuscules. Les formes caractéristiques de cette période sont le prisme, le disque, le sceau-cachet en forme de poire avec une petite poignée. Les motifs comprennent des signes hiéroglyphiques, des dessins composés de lignes ou de cercles et aussi des dessins figuratifs. Des sceaux retrouvés à Phaistos montrent des ressemblances avec les motifs des céramiques de Kamáres. On y trouve de grandes variétés de fleurs, animaux, d'insectes et plus rarement de figures humaines, ouvrant ainsi le chemin au style naturaliste de la période suivante.
Les sceaux connaissent un grand essor au cours de la période néo-palatiale. Les formes les plus courantes sont alors en amande et en lentille. Les sujets sont inspirés de la nature : mollusques, poissons, oiseaux, branches, taureaux, lions dévorant des taureaux, bouquetins. Certains sceaux montrent un caractère religieux, comme la célébration de rites, des tauromachies et des bâtiments ou des objets sacrés, par exemple des vases à libation. D'autres sceaux dépeignent des êtres démoniaques, comme le génie égyptien Taouret, des griffons, des sphinx et le Minotaure. Sur des sceaux de Gournia apparaissent les plus anciennes représentations du char de combat rapide, à deux roues, tiré par des chevaux, et sûrement importé d'Égypte.
L'art des sceaux décline à la période post-palatiale. Il perd sa puissance d'invention et se confine alors à la représentation de dessins traditionnels. Ce déclin se fait progressivement, et au début de la période on fait encore des sceaux en pierres semi-précieuses, avec comme à la période précédente des lions attaquant des taureaux, des bouquetins des scènes rituelles. Mais les représentations caractéristiques de cette période sont des oiseaux aquatiques et des fleurs de papyrus. Les incisions sont moins soignées qu'aux périodes précédentes, les motifs ont moins de vie, les membres sont décollés du corps, la rigidité angulaire des attitudes fait penser à l'art plastique de la même époque.

#### Statuettes
Des statuettes sont créées en Crète dès le Néolithique, dans divers matériaux : terre cuite, marbre, stéatite, ardoise et coquillages. Les statuettes en terre étaient plus naturalistes que celles en pierre. Les statuettes avaient sans doute un usage religieux et les plus petites étaient utilisées comme amulettes portées autour du cou. Au Néolithique ancien II, les statuettes sont nombreuses et représentent généralement des figures féminines dont les parties du corps relatives à la fécondité sont mises en valeur. C'est encore le cas dans les statuettes du Néolithique postérieur, dont un des plus beaux exemples est la figurine en terre cuite de la déesse assise retrouvée dans la région de Ierapetra.
Les statuettes de la période pré-palatiale sont fabriquées en terre cuite, en pierres tendres (marbre ou stéatite) et en ivoire. Les statuettes en pierre ressemblent aux figurines cycladiques, qui leur sont contemporaines. De nombreuses statuettes et poteries sculptées sont fabriquées au cours de cette période. D'autres statuettes imitent des formes d'animaux ou d'oiseaux, et dans les sanctuaires de montagne, on commence à déposer en offrande des statuettes en terre cuite représentant des formes humaines.
Les miniatures en terre cuite s'épanouissent en Crète au Minoen moyen I et II. On produit des figurines en terre cuite à forme humaine ou en forme d'animaux, fabriquées en grandes quantités et utilisées comme offrandes religieuses dans les sanctuaires. Les figures masculines, généralement peintes en rouge, portent un poignard à la taille et la ceinture typique. Les figurines féminines portent le costume minoen très travaillé et sont parfois peintes en blanc ou présentes des décorations polychromes. Parmi les statuettes d'animaux, on trouve les ovins, bovins, et têtes de bœufs. D'autres œuvres sculptées dans l'argile sont des reproductions de sanctuaires, d'autels, de bateaux, de trônes, de tabourets.
Les statuettes post-palatiales sont uniquement en terre cuite. Elles représentent tantôt la déesse aux bras levés, tantôt des adorants tandis que d'autres figurent des animaux ou des objets divers.

### Métallurgie et orfèvrerie
La Crète produisait du cuivre dans les Asteroussia (sud de la Messará), et peut-être également à Chrysoskamino près de la côte à l’est de Pachyammos. Mais on devait sûrement en importer aussi de Chypre et d’Anatolie. Le cuivre fut d’abord utilisé seulement pour la fabrication de petits poignards presque triangulaires, mais plus tard il fut mélangé à du zinc importé d’Anatolie. Le laiton ainsi obtenu servit à fabriquer des poignards de forme plus allongée, souvent renforcés d’une nervure médiane. Pour la fabrication des poignards on utilisait aussi, bien que rarement, de l’argent importé des Cyclades ou de Cilicie.
Pour la fabrication de diadèmes en or, d’épingles à cheveux, de colliers, de chaînettes et de statuettes d’animaux on importait l’or des mines égyptiennes du Sinaï, du désert arabe entre Nil et Mer Rouge, ainsi que l’Anatolie. Les bijoux, portés et par les hommes et les femmes, ne se limitaient plus à de simples perles d’argiles comme on en trouve au Néolithique, mais sont composés de pierres semi-précieuses.
Lors de la seconde phase de la période pré-palatiale, on constate une amélioration considérable dans le travail des métaux, notamment du bronze, mais aussi de l’argent et du plomb. Les poignards de bronze, et parfois d’argent, sont mieux faits, plus longs et prennent différents aspects : avec sans dos, avec des clous pour fixer les anses.
Dans la dernière partie de la période pré-palatiale, les techniques s’améliorèrent encore et de nouvelles formes furent inventées. Les couteaux de bronze devinrent alors plus longs et plus solides. Des nouveaux outils d’usage quotidien furent également fabriqués en bronze : double-haches, couteaux à sculpter, scie, tenailles. Dans le même temps, l'orfèvrerie connut un aussi un essor. D’importantes collections de bijoux furent retrouvées dans les tombes de Mochlos, du sud de la Crète et d'Archánes dans lesquelles elles avaient été déposées en offrande aux morts. Les Minoens connaissaient déjà la technique du martèlement, du découpage et du repoussé. les objets en métal précieux sont classés en diverses catégories : diadèmes, bagues, perles de colliers, broches, bracelets, boucles d'oreilles, pendentifs et fibules. Les perles d'or et d'argent sont associées dans la fabrication de bijoux à d'autres perles en matériaux précieux, comme l'ivoire, la faïence et les pierres précieuses dans des compositions très colorées. Ces objets bénéficient de l'utilisation de nouvelles techniques plus avancées comme le moulage, le grènetis et le filigrane.
Au cours de la période néo palatiale, de nombreuses figurines en bronze d'adorants sont fabriquées et déposées dans des sanctuaires. Dans les palais et maisons on a découvert quelques objets en métal : ustensiles ménagers (hydries, amphores, bassins pour se laver les mains, cuvettes, chaudrons, marmites…). À Tylissos, d'énormes chaudrons allant jusqu'à 52 kg ont été retrouvés. Le bronze est également utilisé pour la fabrication des armes. Les métaux précieux, et surtout l'or, sont utilisés pour la fabrication des petits chefs-d'œuvre et de bijoux. En revanche, les ustensiles en argent, comme les bijoux, sont rares.
La production métallurgique se codifie à partir de la période post palatiale. Les formes sont angulaires et les contours moins dynamiques. On fabrique essentiellement des armes en bronze : épées, poignards, couteaux et fers de lances, ressemblant aux armes mycéniennes qui leur sont contemporaines. Des ustensiles de toilette sont également fabriqués en bronze : miroirs, rasoirs et pinces à cheveux. Les poteries en métal sont rares. Les bijoux de cette période sont en or, verre ou pierre et sont essentiellement des bagues, des perles et des colliers. Les bagues à sceller en or du début de cette période portent des scènes religieuses.

## Économie

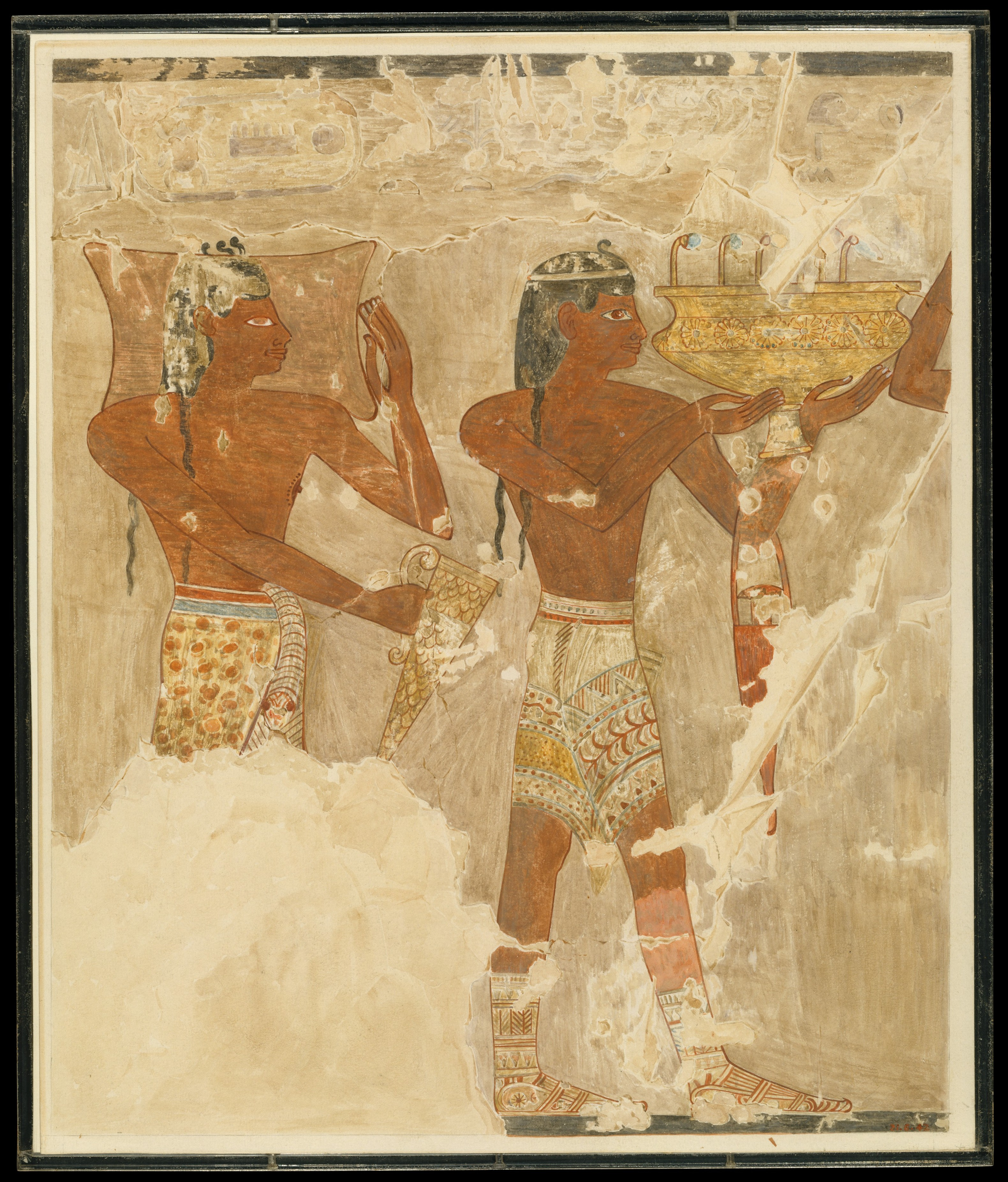
Minoens apportant des offrandes issues de leur artisanat au vizir Rekhmirê, sous le pharaon Thoutmôsis III (c. -1479/-1425)

### Centres urbains
À l'image de Gournia ou Malia, des villes ont pu être mises au jour. Place, rues dallées, et habitations modestes d'une à deux pièces ont ainsi pu être mises en évidence. Elles semblent prouver un souci urbanistique. Des petits centres d'artisanat et des villas telles celles de Gortyne, Tylissos ou Vathýpetro ont encore été mis en évidence dans la campagne méridionale.

### Agriculture
Malgré une population fortement urbaine, les villages (komai) sont nombreux. Les paysans utilisaient des araires en bois pour travailler le sol, offrant des productions agricoles très variées : blé, olives, figues, vesces (fèves), etc. Les animaux domestiques (bovins, ovins) fournissaient la viande et le lait.

### Artisanat
L'artisanat est particulièrement développé. Des vases faits au tour sont produits et servent d'amphores de réserve ou encore de récipients de transport. Des vases en pierre sont eux marqués par l'aspect décoratif et le soin qui leur est porté. Les Minoens brillent dans les travaux minutieux, particulièrement dans la glyptique et l'orfèvrerie. Les sculptures se limitent, par contre, à de petites statuettes en ivoire, bronze ou argile.

### Commerce

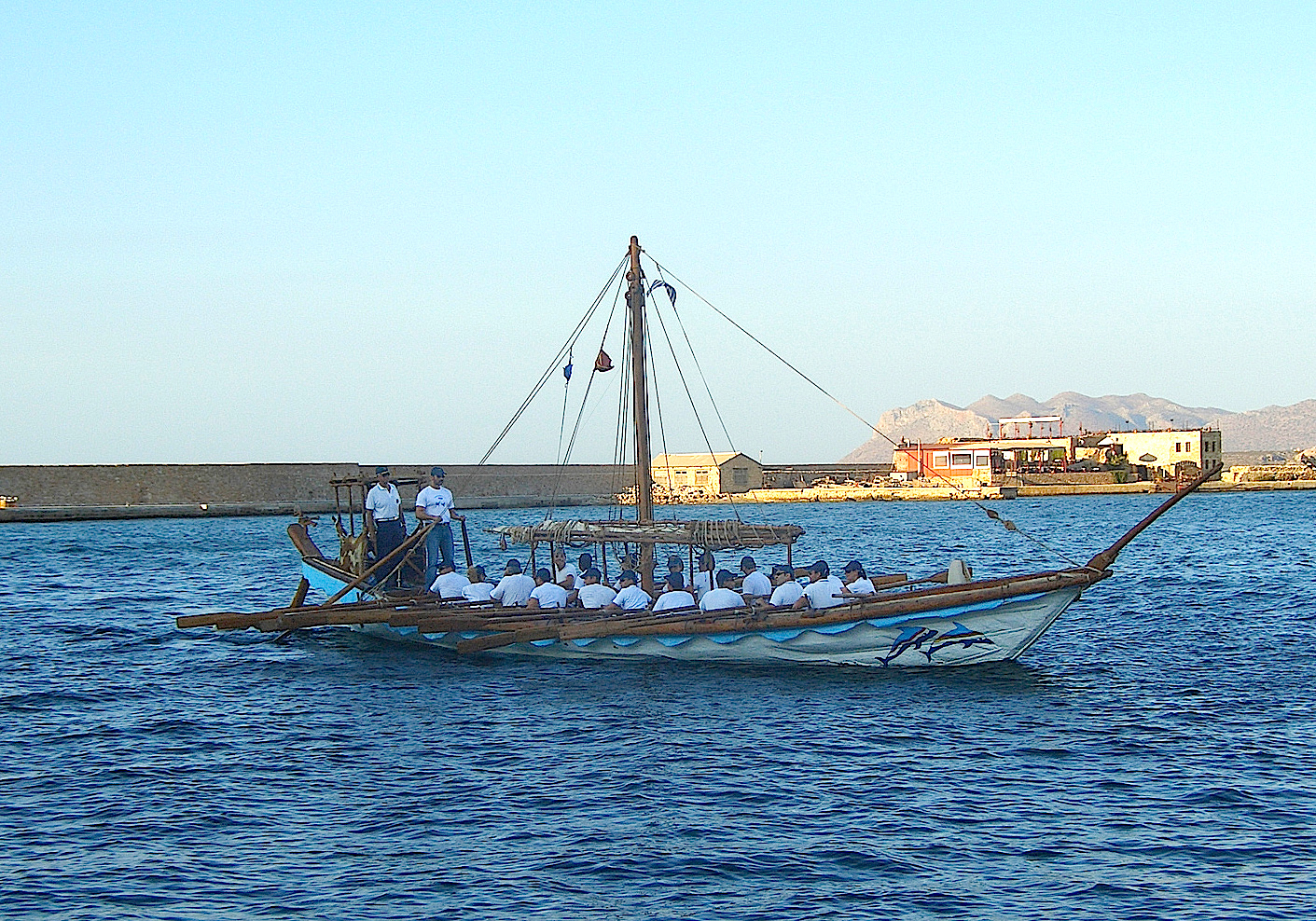
Réplique de bateau minoen
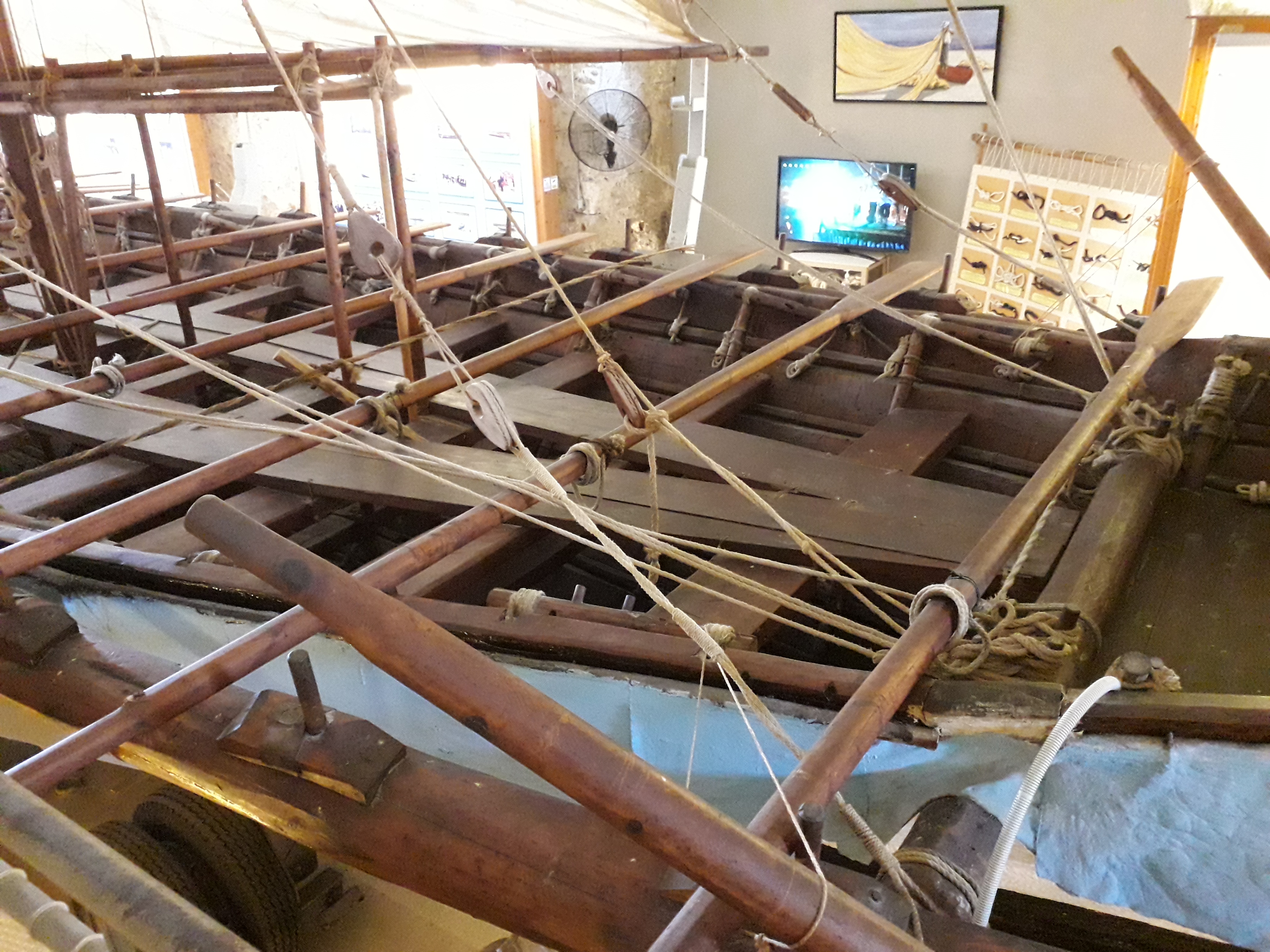
Réplique
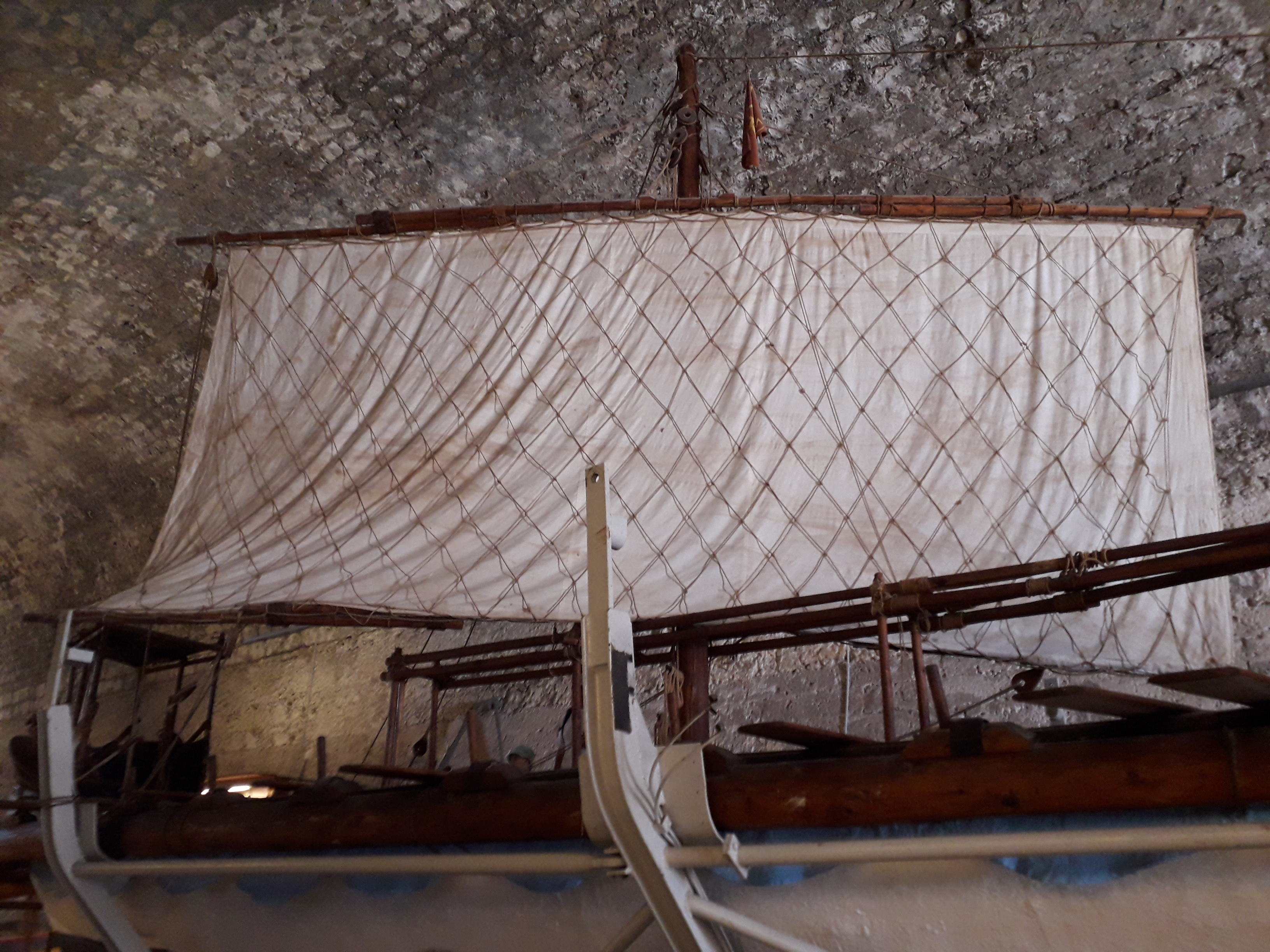
Réplique (voile)
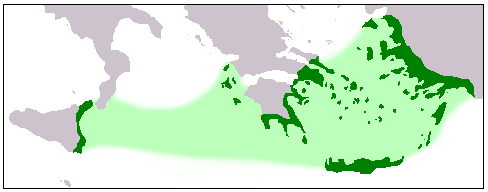
Rayonnement minoen

- Navigation dans l'Antiquité, thalassocratie

## Relation avec le bassin méditerranéen

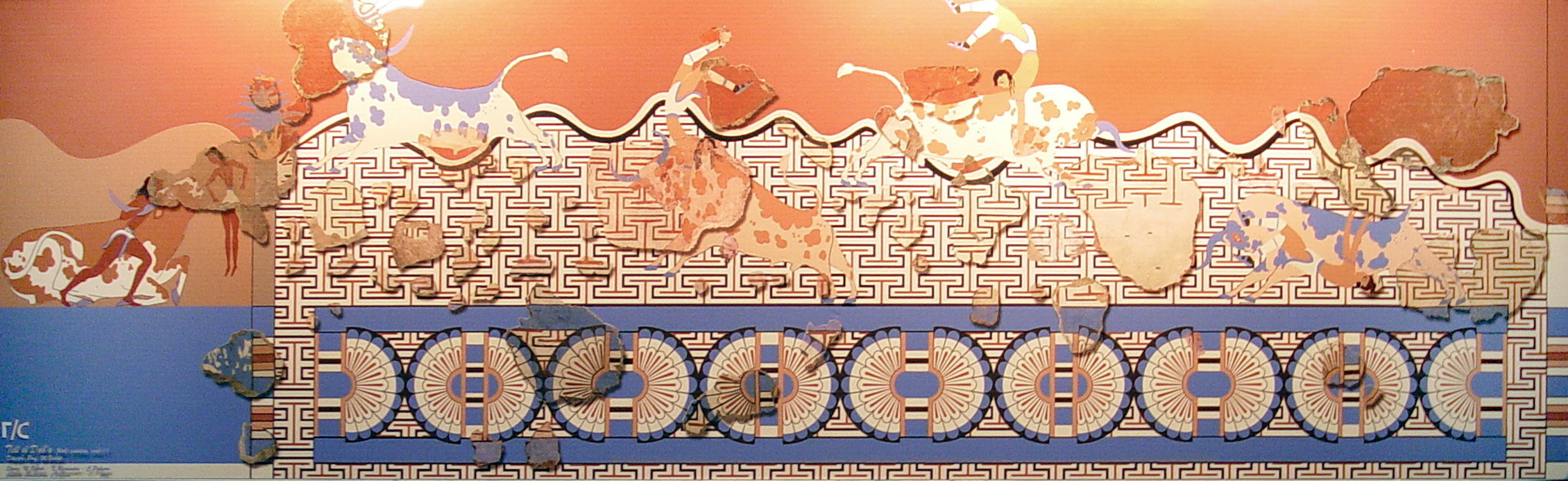
Reconstitution d'une fresque minoenne trouvée à Avaris, capitale des Hyksôs en Égypte, et représentant des sauts au-dessus d'un taureau.

Les Minoens ayant acquis une flotte imposante et une solide réputation de marchands, ils s'implantèrent durablement un peu partout en Méditerranée orientale. Les rapports trouvés dans le palais de Mari et sa région, les inscriptions du temple des millions d'années d'Amenhotep III ainsi que la tombe du vizir Rekhmirê tendent à prouver l'influence maritime des minoens au levant, même si elle doit être nuancée par la concurrence économique des autres peuples et par l'intensité des flux commerciaux. La quantité de vases crétois retrouvés au Proche-Orient est cependant considérable, en particulier en pays Hyksôs, et on suppose que contre de l'huile d'olive, du safran et des bijoux ils obtenaient des métaux et des esclaves, ce qui contribua à la richesse notable la région égéenne. Cette « thalassocratie minoenne », si elle paraît un peu exagérée, ne peut pour autant être niée.

## Guerre
La civilisation minoenne a paru, lors de sa découverte, très pacifique, en l'absence apparente de tout système de fortification ; d'aucuns ont supposé que les Minoens, rassurés par leur imposante flotte, protégés par l'isolement relatif de la Crète et capables d'« acheter la paix » grâce à leurs exportations, ne se souciaient guère d'une lourde défense militaire, coûteuse en ressources et en hommes. Toutefois, les fresques et les trouvailles archéologiques témoignent qu'ils entretenaient aussi des hommes en armes, aux casques en dents de sanglier emboîtées et aux grands boucliers en cuir bovin probablement renforcé d'osier,

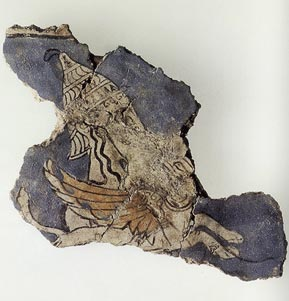
Déesse guerrière mycéno-minoenne accompagnée d'un griffon, créature fantastique typiquement minoenne dans les cyclades
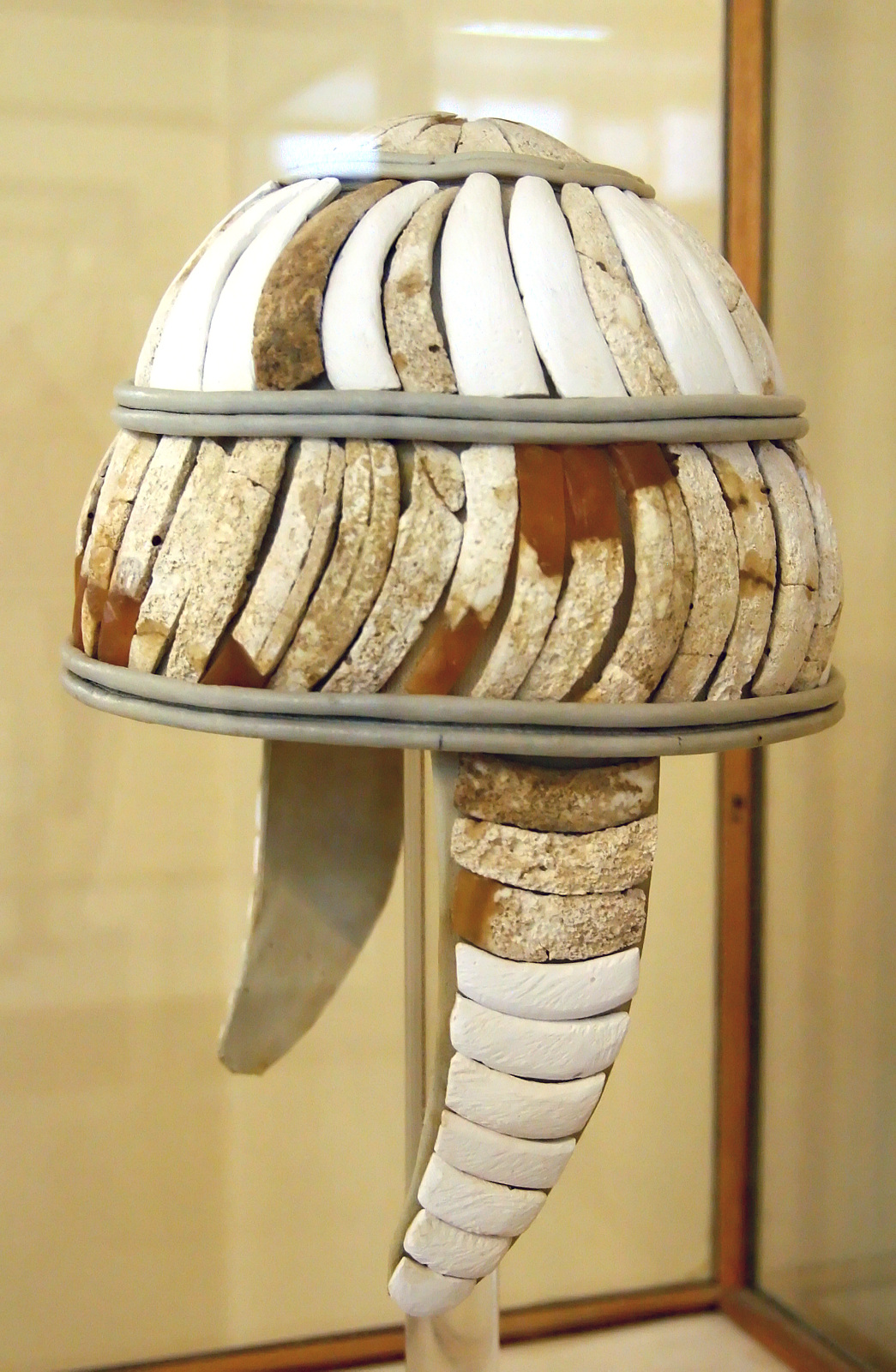
Casque de la déesse guerrière en défenses de sanglier. Cette protection était vraisemblablement utilisée par les soldats
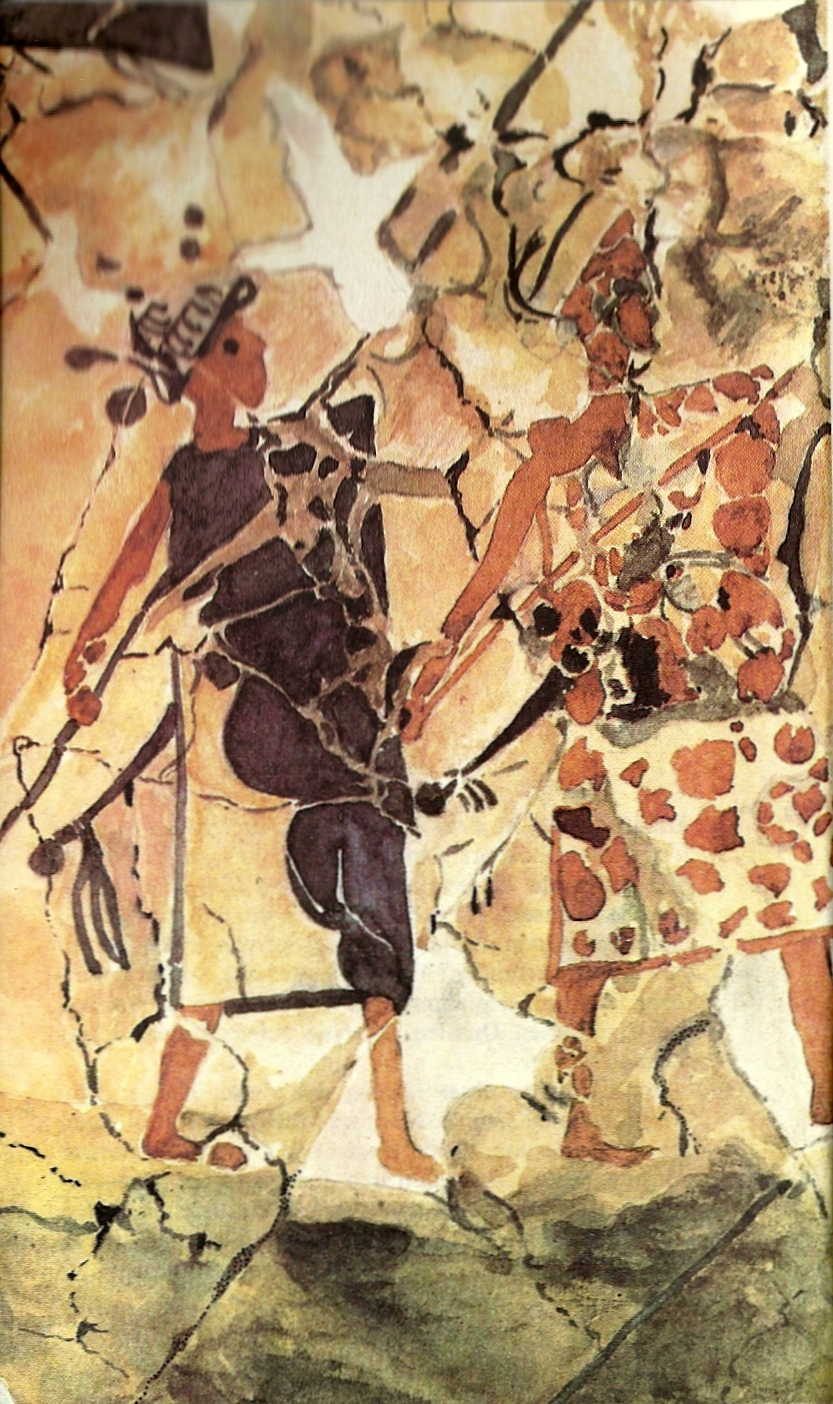
Guerriers minoens armés et casqués sur une fresque d'Akrotiri

## Vision d'Arthur Evans

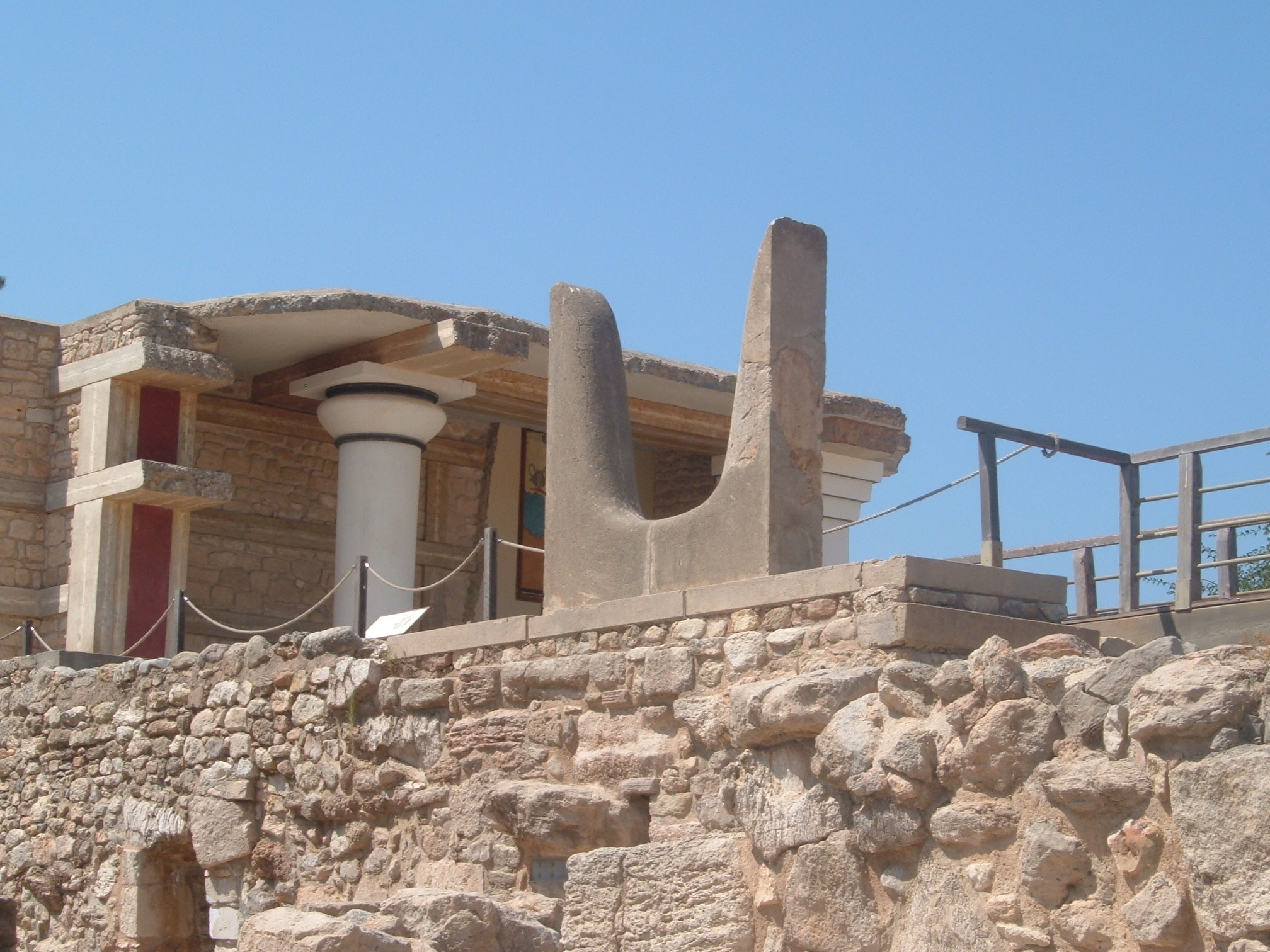
Au premier plan, les cornes du Minotaure selon Evans. Au second plan, une partie de la reconstitution du palais toujours selon l'archéologue.

La civilisation minoenne doit beaucoup à l'archéologue Arthur Evans, qui se pencha sur cette civilisation méconnue dans les années 1900. À l'époque des découvertes « extraordinaires », soit la découverte de Troie (1869) et de Mycènes par Heinrich Schliemann, Arthur Evans se vit en nouveau découvreur des temps anciens grecs. Lui aussi prétendit avoir trouvé « sa » civilisation. Sa marque la plus forte a été laissée à Cnossos. Ainsi, la plupart des vestiges de l'ancien palais sont aujourd'hui, pour la plupart, des reconstitutions faites d'après le peu de peintures laissées là par les Minoens. Evans fit alors une vaste anastylose sur le lieu même de Cnossos. Par exemple, les doubles cornes de calcaire, près de l'Entrée Sud du domaine, sont le fait d'Arthur Evans. La plupart des fresques, comme celle dite du « Prince aux fleurs de lys », sont des reconstitutions faites au hasard de la part d'Evans. Aujourd'hui, nous savons que ce prince est en fait composé d'au moins trois personnages : une princesse, un prêtre et un homme non identifié. Comme la Crète minoenne fut rattachée par de nombreux chercheurs à l'Atlantide, ce prêtre pourrait incarner le prêtre égyptien présent dans le mythe de Platon. En effet, le prêtre égyptien Psénopis d'Héliopolis raconta le récit de l'Atlantide à Solon. C. Iliakis, illustrateur et archéologue grec, est lui-même influencé par les reconstitutions entreprises par Evans. Se fondant sur quelques fresques, Evans s'affaira à remonter des bâtiments, comme le Puits de Soleil, ou la Salle du trône. Les piliers, si représentatifs de la civilisation minoenne, ont été, pour la plupart, reconstitués à de mauvais endroits.
Evans a largement changé, voire forgé, notre vision de la civilisation minoenne. De nos jours, les récentes fouilles archéologiques, notamment celles en cours, font que nous en savons un peu plus sur les palais comme Cnossos. Pourtant, certaines choses, comme les piliers cités précédemment, sont bien représentées par les fresques minoennes. Evans avait donc une vision assez proche de la réalité historique.